# Luftangriffe auf Japan
Die Alliierten führten im Pazifikkrieg zahlreiche Luftangriffe auf Japan durch, die viele Städte des Landes großflächig zerstörten und mindestens 241.000 Menschen töteten. In den ersten Jahren nach dem japanischen Angriff auf Pearl Harbor beschränkten sich diese Luftangriffe auf den Doolittle Raid im April 1942 und kleinere Attacken gegen Militärstellungen auf den Kurilen ab Mitte 1943. Seit Juni 1944 setzte das strategische Bombardement der Inseln ein und dauerte bis zur Beendigung der Kampfhandlungen am 15. August 1945 an. Durch das Vordringen der Kriegsfront auf Japan wurden die Luftangriffe im Verlauf des Jahres 1945 zusätzlich durch see- und landgestützte taktische Lufteinheiten unterstützt.
Die Luftangriffe der Streitkräfte der Vereinigten Staaten begannen im großen Stil ab Mitte 1944 und steigerten sich in Umfang und Intensität insbesondere während der letzten Kriegsmonate. Trotz Planungen in der Vorkriegszeit konnten die US Army Air Forces die planmäßige strategische Bombardierung erst nach Erhalt des technisch überlegenen B-29-Bombers beginnen. Für diesen Typ wurde eigens eine eigenständige Luftflotte, die Twentieth Air Force geschaffen. Von Juni 1944 bis in den Januar 1945 hinein waren die B-29 Verbände in Britisch-Indien stationiert und flogen, mit Tankstopps im nicht japanisch besetzten Teil Chinas, von dort aus Japan an. Diese Langstreckenflüge stellten sich jedoch als ineffektiv heraus. Ab November 1944 wurde die strategische Bombardierung erheblich ausgeweitet, nachdem die Marianen erobert und die dortigen Flugfelder verfügbar geworden waren. Die Angriffe richteten sich ursprünglich hauptsächlich gegen Industrieanlagen und zielten ab März 1945 allgemein auf urbanes Gebiet. Trägergestützte und nach der Eroberung von Okinawa gestartete Bomber griffen 1945 zusätzlich Japan an, um die ab Oktober 1945 geplante Invasion der Hauptinseln vorzubereiten. Anfang August 1945 warfen amerikanische Bomber der Spezialeinheit 509. Atombomben auf die Städte Hiroshima und Nagasaki ab.
Japans Militär und die Zivilverteidigung waren nicht in der Lage, die alliierten Luftangriffe zu stoppen. Die Zahl der auf den Hauptinseln stationierten Jagdflugzeuge und Flugabwehrkanonen stellte sich als zu gering heraus. Erschwerend kam hinzu, dass die meisten der eingesetzten Flugzeug- und Kanonentypen die Höhe nicht erreichten, in der die B-29 flogen. Weitere Gründe für die Ineffektivität der japanischen Jagdgeschwader lagen in Treibstoffmangel, schlechter Pilotenausbildung und mangelnder Koordination der einzelnen Verbände. Trotz der Gefährdung japanischer Städte durch Brandbombenabwürfe verfügten die japanischen Brandschutzeinheiten nur über mangelhafte Ausrüstung und eine schlechte Ausbildung. Ebenso standen für die Zivilbevölkerung nur wenige Luftschutzbunker zur Verfügung. Diese Schwächen ermöglichten es den Alliierten, viele japanische Städte großflächig zu zerstören und selbst nur geringe Verluste zu erleiden.
Die alliierten Luftangriffe waren einer der Hauptfaktoren, die Mitte August 1945 zur Kapitulation Japans führten. Seit Kriegsende gab es langfristige Debatten über die moralische Rechtfertigung der Angriffe auf japanische Städte. Besonders kontrovers wurde dabei der Einsatz der Atombomben gegen Hiroshima und Nagasaki diskutiert. Die meistzitierten Schätzungen zu den Opfern unter der japanischen Bevölkerung gehen von etwa 333.000 Toten und 473.000 Verwundeten aus, andere Schätzungen variieren zwischen etwa 241.000 und 900.000 Toten sowie 213.000 und 1,3 Millionen Verwundeten. Zusätzlich zu diesen Verlusten unter der Bevölkerung zerstörten die Luftangriffe viele urbane Gebiete intensiv und führten zu einem enormen Rückgang der industriellen Kapazitäten.

## Hintergrund

### Pläne der Vereinigten Staaten
Das United States Army Air Corps, das im Februar 1942 zu den United States Army Air Forces (USAAF) umgeformt wurde, begann im Verlauf des Jahres 1940 für den Fall eines Krieges zwischen beiden Ländern Pläne für einen Luftkrieg gegen Japan zu entwickeln. Im selben Jahr berichtete der Marineattaché der Botschaft der Vereinigten Staaten in Tokio, dass die Zivilverteidigung in Japan nur schwach ausgeprägt sei.
Ebenso wurden Pläne entwickelt, Freiwilligen der amerikanischen Luftstreitkräfte den Dienst auf Seiten der chinesischen Streitkräfte im Zweiten Chinesisch-Japanischen Krieg zu ermöglichen. Ende 1941 begann mit den Flying Tigers die erste American Volunteer Group (AVG) als Teil der chinesischen Luftstreitkräfte ihren Dienst in China, wobei amerikanische Jagdflugzeuge vom Typ Curtiss P-40 zum Einsatz kamen. Eine zweite AVG wurde ebenfalls Ende 1941 aufgestellt und mit Bombern vom Typ Lockheed Hudson und Douglas A-20 ausgerüstet, mit denen Japan von Basen auf dem chinesischen Festland aus anzugreifen geplant war. Nach dem Angriff auf Pearl Harbor am 7. Dezember 1941 und der folgenden Kriegserklärung der Vereinigten Staaten an das Japanische Kaiserreich waren solche verdeckten Luftoperationen nicht mehr nötig, weshalb die zweite AVG nicht aktiviert und deren Flugzeuge anderweitig eingesetzt wurden. Das bereits im November 1941 teilweise eingeschiffte Personal der 2. AVG befand sich bei Kriegsausbruch in Australien, wo es zunächst verblieb.
Die japanischen Erfolge und der damit verbundene Vormarsch in den ersten Kriegsmonaten machten die amerikanischen Vorkriegspläne zur Bombardierung der Hauptinseln zunichte. Planungen zur Bombardierung der Hauptinseln vom chinesischen Festland aus konnten ebenfalls nicht realisiert werden. Vor dem Krieg hatten die USAAF geplant, ihre Angriffe von Guam, den Philippinen und Wake aus zu fliegen. Alle diese Gebiete fielen schnell unter japanische Kontrolle und die meisten der auf den Philippinen stationierten schweren Bomber der USAAF fielen einem Luftangriff auf die Clark Air Base auf der Philippineninsel Luzon zum Opfer. Im März und April 1942 versuchten die USAAF, 13 schwere Bomber nach China zu verlegen, um die Hauptinseln zu bombardieren. Diese erreichten Britisch-Indien und wurden von dort nicht weiter verlegt, da die japanische Invasion Burmas die logistische Unterstützung der Bomber in China erschwerte und der chinesische Führer Chiang Kai-shek Angriffen auf Japan vom Gebiet unter seiner Kontrolle zu dieser Zeit ablehnend gegenüberstand. Im Mai 1942 wurden weitere 13 schwere Bomber vom Typ Consolidated B-24 in Richtung China in Marsch gesetzt, allerdings erhielten sie noch während der Verlegung die neue Aufgabe, die alliierten Operationen im Mittelmeerraum zu unterstützen. Im Juli 1942 forderte der Kommandeur der AVG, Oberst Claire Lee Chennault, insgesamt 100 Kampfflugzeuge vom Typ Republic P-47 und 30 mittlere Bomber des Typs North American B-25 an, mit denen er der Meinung war, die japanische Flugzeugindustrie „zerstören“ zu können. Drei Monate später berichtete Chennault US-Präsident Franklin D. Roosevelt, dass eine Streitkraft aus 105 modernen Kampfflugzeugen und 40 Bombern, darunter 12 schweren Bombern, in der Lage wäre, den „Untergang Japans [in sechs bis zwölf Monaten] herbeizuführen“. Das Hauptquartier der USAAF stufte diese Behauptungen als nicht glaubhaft ein, weshalb Chennault die geforderten Verstärkungen nicht erhielt.

### Japanische Verteidigungspläne der Vorkriegszeit

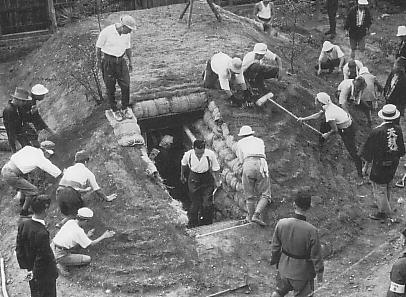
Bau eines Luftschutzbunkers in Japan, September 1940.

Die Vorkriegspläne der japanischen Regierung zum Schutz des Landes vor Luftangriffen konzentrierten sich darauf, feindliche Luftbasen auszuschalten. In diesen Planungen stellten sowjetische Flugzeuge, die vom Osten des Landes aus operieren würden, den gefährlichsten Gegner dar. Daher plante das Militär im Falle eines Krieges beider Länder, alle sowjetischen Flugfelder in Reichweite der Hauptinseln zu zerstören. Nach Beginn des Krieges gegen die Vereinigten Staaten hielt die japanische Regierung es für die beste Idee, die Gebiete in China und im Pazifik, von welchen Bomber die Hauptinseln erreichen konnten, zu erobern, um Luftangriffe zu verhindern. Diese Planungen gingen davon aus, dass die Alliierten nicht in der Lage wären, die Stützpunkte zurückzuerobern. Die Japaner erwarteten nur kleinere Angriffe von trägergestützten Flugzeugen gegen die Inseln. Die Regierung beschloss, keine starken Verteidigungsvorbereitungen gegen solche Angriffe zu treffen, da die dafür benötigten industriellen Kapazitäten nicht ausreichten, um gleichzeitig die offensiv ausgerichteten Luftstreitkräfte in China und im Pazifikraum und eine Verteidigungsstreitkraft auf den Hauptinseln zu unterstützen.
Nur wenige Lufteinheiten oder Flakbatterien wurden in den ersten Monaten des Krieges auf den Hauptinseln stationiert. Im Juli 1941 bildete die Militärführung das Zentrale Verteidigungskommando, um die Verteidigung der Inseln zu koordinieren. Dieses musste das Kommando aller Kampfeinheiten allerdings an die vier formell unterstellten Militärdistrikte (Nord, Ost, West und Zentral) abgeben, welche ihrerseits direkt an das Heeresministerium berichteten. Hierdurch fiel dem Zentralen Verteidigungskommando lediglich die Koordinierung der Kommunikation zwischen dem Kaiserlichen Generalhauptquartier – Japans höchstem militärischen Führungsgremium – und den Militärdistrikten zu. Anfang 1942 verfügten die zum Schutz der Hauptinseln abgestellten Einheiten über 100 Kampfflugzeuge der Kaiserlich Japanischen Heeresluftstreitkräfte und 200 der Marineluftstreitkräfte, welche großteils veraltet waren. Darüber hinaus befanden sich 500 durch Heerespersonal und 200 durch Marinepersonal bemannte Flugabwehrkanonen im Einsatz. Die meisten Einheiten auf den Hauptinseln dienten der Ausbildung neuen Flugpersonals, wodurch sie sich nur in begrenztem Maße zur Abwehr feindlicher Luftangriffe eigneten. Das Heer betrieb zusätzlich ein Netzwerk durch Soldaten und Zivilisten bemannter Beobachtungsposten, welche anfliegende Feindflugzeuge melden sollten, und baute erste Radar-Stationen. Befehlsgewalt und Kontrolle über die Luftverteidigung waren so zwischen den einzelnen Teilstreitkräften zerstreut und sowohl Heer als auch Marine bemühten sich nicht, ihre Aktionen zu koordinieren oder die Kommunikation zu verbessern. Daher waren die eingesetzten Kräfte meist nicht in der Lage, auf einen überraschenden Luftangriff zu reagieren.
Aufgrund der vorherrschenden Bauweise und der schwach ausgeprägten Zivilverteidigung waren die japanischen Städte bei einem potenziellen Einsatz von Brandbomben stark gefährdet. Städtische Gebiete waren üblicherweise dicht bevölkert und die meisten Gebäude aus leicht entflammbaren Materialien wie Holz oder Papier errichtet. Zusätzlich lagen Industrie- und Militäranlagen oft in dicht besiedelten Gebieten. Trotz dieser Gefahr verfügten nur wenige Städte über ausgebildete Berufsfeuerwehren und setzten stattdessen auf den Einsatz von Freiwilligen. Die Freiwilligen Feuerwehren verfügten oft nur über wenig neuwertiges Gerät und gingen im Brandfall nach veralteten Taktiken der Brandbekämpfung vor. Seit 1928 wurden in Tokio und Ōsaka regelmäßige Luftschutzübungen durchgeführt und ab 1937 erging an die kommunalen Verwaltungen die Anweisung, die Zivilbevölkerung mit Handbüchern zu versorgen, welche das beste Verhalten bei Luftangriffen erklärten. Im Vorfeld des Krieges waren im Land nur wenige Luftschutzbunker und andere Schutzeinrichtungen für Zivilbevölkerung und Industrie errichtet worden.

## Frühe Angriffe

### Doolittle Raid

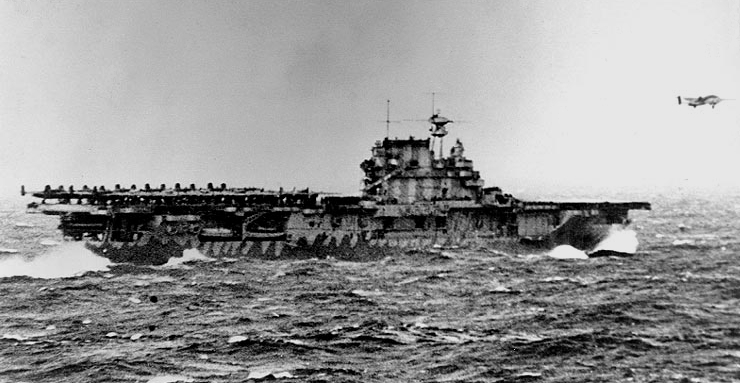
Ein B-25 Bomber startet von Bord der USS Hornet, 18. April 1942.

Mitte April 1942 bombardierten erstmals Flugzeuge der USAAF die japanischen Hauptinseln. In einer Operation, welche hauptsächlich zur Steigerung der amerikanischen Kriegsmoral dienen sollte, waren 16 Bomber vom Typ B-25 an Bord des Flugzeugträgers Hornet von San Francisco aus in Schlagreichweite gebracht worden. Am 18. April starteten diese Bomber und griffen individuell Ziele in Tokio, Yokohama, Yokosuka, Nagoya und Kōbe an. Die Luftverteidigung war auf diesen Angriff nicht vorbereitet und konnte nur schleppend reagieren, wodurch alle B-25 Japan ohne ernsthafte Schäden überfliegen und wie geplant Flugplätze im unbesetzten China und in der Sowjetunion ansteuern konnten. Auf dem Weg zu den Landeplätzen stürzten jedoch einige der Flugzeuge über japanisch gehaltenem Gebiet ab, da ihnen der Treibstoff ausging. Durch diesen ersten Luftangriff starben 50 Menschen, 400 weitere wurden verletzt und etwa 200 Häuser zerstört.
Obwohl der Doolittle Raid nur geringen Schaden verursachte, hatte er bedeutende Konsequenzen. Der Angriff hob die allgemeine Kriegsmoral in den Vereinigten Staaten und der Befehlshaber der Operation, Oberstleutnant James H. Doolittle wurde als Held angesehen. Der schlechte Zustand der nationalen Luftverteidigung blamierte die japanische Militärführung und führte zur Verlegung von vier Jagdgeschwadern aus dem Pazifikraum zur Verteidigung der Hauptinseln. Die neu gestartete Offensive der kaiserlichen Marine, die in der Niederlage in der Schlacht um Midway gipfelte, stellte unter anderem einen Versuch dar, weitere solche Angriffe künftig zu verhindern. Das Heer startete seinerseits in China die Zhejiang-Jiangxi-Kampagne zur Eroberung der von den Doolittle-Bombern genutzten Flugfelder. Die Kampagne erreichte ihre Ziele und führte zum Tod von etwa 250.000 chinesischen Soldaten und Zivilisten, wobei es zu wiederholten Kriegsverbrechen der japanischen Truppen gegen die Zivilbevölkerung kam. Darüber hinaus begann das Heer mit der Entwicklung von Ballonbomben, welche in der Lage sein sollten, Brand- und Antipersonenbomben von Japan auf den amerikanischen Kontinent zu tragen.

### Angriffe auf die Kurilen
Nach dem Doolittle Raid wurde erst Mitte 1943 wieder japanisches Gebiet aus der Luft angegriffen. Nach der Rückeroberung von Attu Island im Mai 1943 als Teil der Schlacht um die Aleuten waren die USAAF im Besitz von Flugfeldern, welche in Reichweite der Kurilen lagen. Als Teil der Vorbereitungen zur Rückeroberung von Kiska Island startete die Eleventh Air Force eine Reihe von Angriffen gegen die Kurilen um die dort stationierten Fliegergeschwader am Eingreifen in die Kämpfe zu hindern. Eine nummerierte Air Force als Teil der USAAF entsprach in etwa einer Luftflotte bei der Wehrmacht. Den ersten dieser Angriffe flogen acht B-25 am 10. Juli gegen das südliche Schumschu und das nördliche Paramushiru. Am 18. Juli flogen sechs schwere Bomber des Typs B-24 einen erneuten Angriff auf die Kurilen. Am 15. August konnten die amerikanischen Truppen Kiska ohne Gegenwehr besetzen.
Die Eleventh Air Force und Einheiten der US Navy setzten die Angriffe auf die Kurilen in kleinem Maßstab bis in die letzten Kriegsmonate hinein fort. Nach einem Angriff am 11. September 1943, der zum Verlust von neun der 20 eingesetzten B-24 und B-25-Bomber führte, stellte die Eleventh Air Force ihre Angriffe für fünf Monate ein, während Bomber der US Navy vom Typ Consolidated PBY die Bombardierungen ohne Unterbrechung fortsetzten. Als Reaktion auf die amerikanischen Angriffe stellte die kaiserliche Marine im August 1943 die Nordostflotte auf und bis zum November des Jahres befand sich ein Maximum von 260 Kampfflugzeugen auf den Kurilen und Hokkaidō. Die Eleventh Air Force setzte ihre Bombardements im Februar 1944 fort, nachdem sie um zwei Staffeln von Lockheed-P-38-Begleitjägern verstärkt worden war. Obwohl diese Angriffe nur geringe Schäden verursachten, zwangen sie die japanische Militärführung dazu, vergleichsweise viele Truppen auf ihren nördlichen Inseln zu stationieren um einer möglichen alliierten Invasion begegnen zu können.

## Operation Matterhorn

### Vorbereitungen

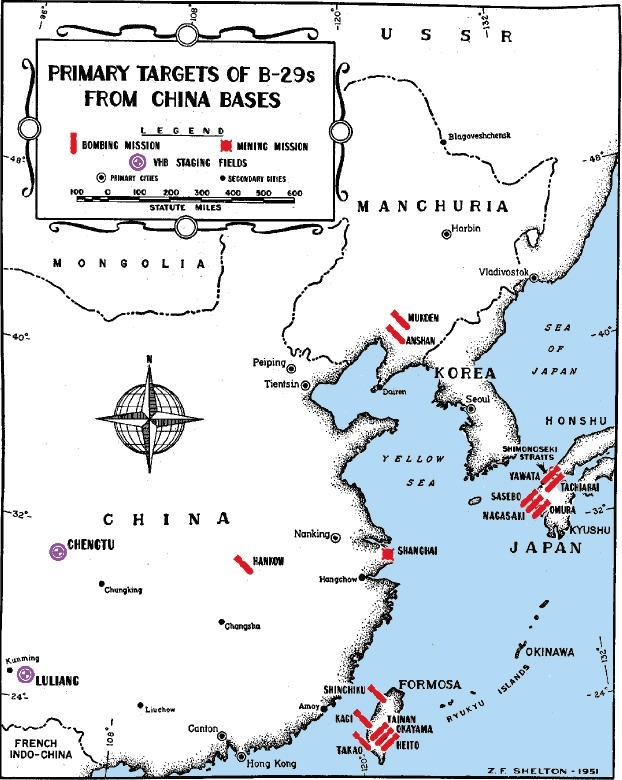
Position der B-29 Stützpunkte und deren Hauptziele während der Operation Matterhorn.

Ende 1943 stimmte der Chief of Staff to the Commander in Chief of the Army and Navy, William D. Leahy der Planung zu einer strategischen Bombardierungskampagne gegen die japanischen Hauptinseln zu. Hierzu sollten B-29 Bomber in Britisch-Indien stationiert und vorgeschobene Flugfelder in China errichtet werden. Diese Operation Matterhorn genannte Strategie führte zum Bau großer Flugfelder nahe Chengdu, welche zum Auftanken der von ihren Stützpunkten in Bengalen nach Japan und zurück fliegenden B-29 genutzt werden sollten. Chennault, der inzwischen Befehlshaber der Fourteenth Air Force war, trat für die Errichtung der Flugfelder bei Guilin ein, da sich dieses näher an Japan befand. Sein Vorschlag wurde jedoch mit der Begründung abgelehnt, dass diese Positionen zu anfällig für japanische Gegenangriffe seien. Die Entscheidung für Chengdu bedeutete jedoch, dass sich nur die südliche Hauptinsel Kyūshū im 2.600 Kilometer weiten Angriffsradius der B-29 befand.
Im Dezember 1943 wurde damit begonnen, das Bodenpersonal des für die Operation Matterhorn bestimmten XX Bomber Command von den Vereinigten Staaten nach Indien zu verlegen. Im April 1944 wurde die Twentieth Air Force gebildet um alle B-29 Operationen zu koordinieren. Der Oberbefehlshaber der USAAF, General Henry H. Arnold, übernahm, was bisher nicht vorgekommen war, das persönliche Kommando über den neu aufgestellten Großverband und übte den Oberbefehl vom Verteidigungsministerium aus. Zwischen April und Mitte Mai 1944 verlegte der 58th Bombardment Wing, die Hauptkampfeinheit des XX Bomber Command, von ihren Stützpunkten in Kansas nach Indien.
Das japanische Militär begann in Erwartung von Luftangriffen durch B-29 ab Anfang 1944 weitere Kampfflugzeuge aus China und dem Pazifikraum auf die Hauptinseln zu verlegen. Die militärischen Nachrichtendienste des Landes meldeten die Errichtung von Stützpunkten in Indien und China, weshalb das Militär mit Planungen begann, um von China ausgehende Luftangriffe abzuwehren. Diese Planungen umfassten die Aufstockung und Umformierung der drei auf Honshū und Kyūshū stationierten Luftkampfgruppen des Heeres zur 10., 11. und 12. Luftdivision zwischen März und April 1944. Ende Juni verfügten die Luftabwehreinheiten auf den Hauptinseln so über 260 Kampfflugzeuge und konnten in Notfällen bis zu 500 weitere Flugzeuge heranziehen. Zur Verteidigung größerer Städte und Militärstützpunkte wurden zusätzliche Batterien mit Luftabwehrkanonen und Suchscheinwerfern aufgestellt. Im Mai erfolgte eine Stärkung des Zentralen Verteidigungskommandos, als man ihm die Heereseinheiten im Ost-, West- und Zentraldistrikt direkt unterstellte. Zusätzlich erfolgte im Juli die Unterstellung der Marinekampffliegereinheiten in Kure, Sasebo und Yokosuka, deren Koordination mit den Heereseinheiten allerdings weiterhin mangelhaft blieb. Trotz dieser Fortschritte blieb die Luftabwehr unvorbereitet gegen die bevorstehenden Angriffe, da nur wenige der verfügbaren Flugzeuge und Luftabwehrkanonen die Operationshöhe der B-29 von etwa 9.100 Metern erreichen konnten und nur wenige Radar-Stationen zur Frühwarnung einsatzbereit waren.

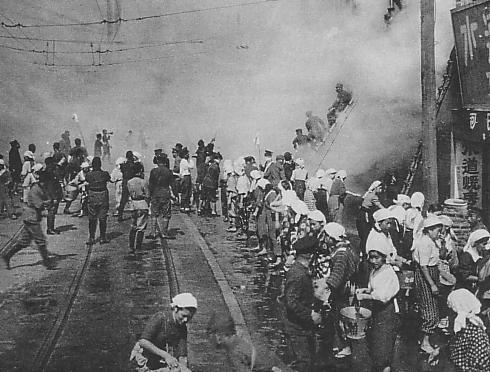
Japanische Zivilisten nehmen an einer Luftschutzübung teil, 1942.

Als Reaktion auf den Doolittle Raid und die Gefahr weiterer Angriffe versuchte die japanische Regierung, die Zivilverteidigung des Landes effizienter zu gestalten. Die Präfekturregierungen erhielten den Auftrag, Luftschutzbunker für die Zivilbevölkerung zu errichten, was aufgrund eines Mangels an Stahl und Beton häufig nicht realisiert werden konnte. Im Oktober 1943 wies das Innenministerium alle Haushalte in den größeren Städten an, eigene Schutzeinrichtungen zu errichten, welche meist aus einfachen Gräben bestanden. Einige wenige ausgeklügelte Luftschutzbunker wurden zum Schutz der Luftabwehrzentren und der zentralen Telekommunikationseinrichtungen gebaut. Insgesamt verfügte das Land jedoch nur über bombensichere Bunker für weniger als zwei Prozent der Bevölkerung, die daher bei Bombenangriffen auf Tunnel und natürliche Höhlen auswich. Nach Ausbruch des Krieges begann das Innenministerium damit, die Anzahl der Feuerwehrleute aufzustocken, welche aber weiterhin schlecht ausgebildete und ausgerüstete Freiwillige blieben. Darüber hinaus wurde die Allgemeinbevölkerung in der Bekämpfung von Bränden geschult und dazu ermutigt, einen „Luftverteidigungsschwur“ zu leisten, der sie dazu verpflichtete nach Bombenangriffen auszurücken und bei der Brandbekämpfung zu helfen.
Ab Herbst 1943 unternahm die japanische Regierung weitere Schritte, um die wichtigsten Städte des Landes gegen Luftangriffe zu schützen. Im November wurde ein zentrales Luftverteidigungshauptquartier eingerichtet und im Dezember begann man mit dem Abriss vieler Gebäude in verschiedenen Städten, um so Brandschneisen anzulegen. Bis Kriegsende ließ man etwa 614.000 Gebäude hierfür niederreißen, was einem Fünftel des gesamten Wohnraumverlustes während des Krieges entsprach. 3,5 Millionen Menschen verloren dabei ihre Behausungen. Im selben Monat begann die Regierung damit, Frauen, Kinder und alte Menschen in als angriffsgefährdet erachteten Städten dazu aufzufordern, aufs Land zu ziehen. Zeitgleich richtete man ein Programm ein, um ganze Schulklassen in ländlichere Gebiete zu verschicken. Bis August 1944 waren so 330.000 Schulkinder mit ihren Klassen auf das Land verschickt worden und weitere 459.000 waren mit ihren Familien dorthin gezogen. Eine Dezentralisierung von Industrieanlagen, um diese weniger anfällig gegen Luftangriffe zu machen, fand wegen logistischer Schwierigkeiten fast überhaupt nicht statt.

### Angriffe von China aus
Mitte Juni 1944 begann das XX Bomber Command mit seinen Angriffen auf Japan. Der erste Angriff fand in der Nacht vom 15. auf den 16. Juni statt, als 75 B-29 einen Angriff gegen die Kaiserlichen Eisen- und Stahlwerke in der Stadt Yahata auf Kyūshū flogen, der nur geringe Schäden anrichtete und zum Verlust von sieben B-29 führte. In den Vereinigten Staaten zog der Angriff begeisterte Medienaufmerksamkeit nach sich, während er der japanischen Zivilbevölkerung ein Zeichen dafür war, dass das Kriegsglück sich wendete. Nach dem Angriff auf Yawata stockte das Militär die Luftabwehrtruppen weiter auf und bis Oktober des Jahres verfügten die drei Luftdivisionen über eine ständige Truppe von 375 Kampfflugzeugen. Diese Stärke blieb bis März 1945 nahezu unverändert. Da er aufgrund von mangelnden Treibstoffreserven in China keine weiteren Angriffe auf Japan fliegen konnte, enthob General Arnold den Kommandeur des XX Bomber Command, Brigadegeneral Kenneth Wolfe, kurz nach dem Angriff auf Yawata seines Kommandos und ersetzte ihn im August 1944 durch Generalmajor Curtis LeMay, der mit der Eighth Air Force im Luftkrieg gegen das Deutsche Reich bereits Erfahrung gesammelt hatte.

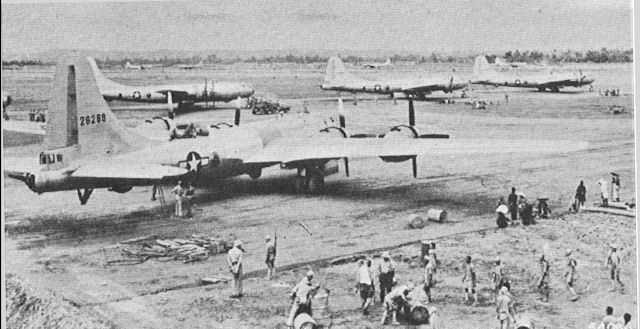
B-29 kurz vor einem Luftangriff auf Yawata am 15. Juni 1944, welcher die strategische Bombardierung Japans einleitete.

Die folgenden Angriffe von China aus erfüllten ihre Ziele im Allgemeinen nicht. Der zweite Angriff fand am 7. Juli statt, als 17 B-29 die Städte Ōmura, Sasebo und Tobata angriffen. In der Nacht vom 10. auf den 11. August griffen 24 Bomber Nagasaki an. Ein erneuter Angriff auf Yawata am 20. August blieb ebenfalls erfolglos, wobei über 100 japanische Jagdflugzeuge die anfliegenden Bomber abfingen. Zwölf der 61 B-29, die das Zielgebiet erreichten, gingen verloren, dabei einer durch einen Rammangriff eines Jagdfliegers. Die japanische Propaganda behauptete infolge der Luftschlacht, dass über 100 feindliche Bomber abgeschossen worden seien und stellte eine der abgestürzten Maschinen in Tokio aus. Nach seiner Kommandoübernahme startete LeMay ein Ausbildungsprogramm und reorganisierte die Wartungseinheiten des XX Bomber Command, was die Effizienz steigerte. Ein Angriff auf Ōmura am 25. Oktober konnte ein kleines Flugzeugwerk in der Stadt zerstören, ein Folgeangriff am 11. November stellte sich als Fehlschlag heraus. Am 21. November griffen 61, am 19. Dezember 17 B-29 die Stadt erneut an. Der letzte Angriff des XX Bomber Command über China fand am 6. Januar 1945 statt, als 28 Bomber erneut Ōmura bombardierten. In derselben Zeit hatte das XX Bomber Command von seinen Basen in China ebenfalls Ziele in Mandschukuo, Taiwan und China angegriffen. Von Indien gestartete Maschinen bombardierten verschiedene Ziele in Südostasien. Der letzte Angriff vor der Verlegung des Command auf die Marianen wurde am 29. März gegen Singapur geflogen.
Im Ganzen betrachtet war Operation Matterhorn kein Erfolg. Die neun Luftangriffe auf die Hauptinseln konnten nur das Flugzeugwerk in Ōmura zerstören. Im Verlauf der Operation verlor das XX Bomber Command bei seinen Einsätzen insgesamt 125 B-29, davon 22 oder 29 durch Feindeinwirkung. Der Großteil der Verluste kam durch Abstürze als Folge technischer Mängel oder Pilotenfehler zustande. Die Bombardierungen beeinflussten die japanische Zivilmoral nur in geringem Maße, zwangen das Militär aber dazu, die Heimatverteidigung zu Lasten anderer Regionen zu verstärken. Diese Effekte rechtfertigten nicht den hohen Material- und Logistikaufwand, den die Alliierten in die Operation investierten. Es ist wahrscheinlicher, dass die zusätzlichen Transportflugzeuge, die zur Versorgung der Stützpunkte in China benötigt wurden, die Operationen der Fourteenth Air Force gegen die japanische Schifffahrt effektiver unterstützt hätten. Die offizielle Geschichtsschreibung der USAAF kommt zu dem Schluss, dass der komplizierte Transport ausreichender Mengen an Nachschubgütern nach China und Indien der wichtigste Faktor für das Scheitern von Operation Matterhorn war. Weitere Gründe waren laut dieser technische Probleme mit den B-29 und die mangelnde Erfahrung der Bomberbesatzungen. Die häufig über Japan widrigen Wetterbedingungen behinderten die Bombardierungen ebenfalls, da die B-29 Besatzungen über ihrem Zielgebiet aufgrund von Höhenwinden und Bewölkung ihre Bomben nicht zielgenau abwerfen konnten.

## Erste Angriffe von den Marianen
Kräfte des United States Marine Corps und der United States Army konnten zwischen Juni und August 1944 die Inseln Guam, Saipan und Tinian in den Marianen erobern. Bautrupps der USAAF und der US Navy errichteten in direkter Folge der Besetzung der Inseln insgesamt sechs Flugfelder, die die Operationsbasis für mehrere hundert B-29 bilden sollten. Diese Stützpunkte befanden sich nur 2.500 Kilometer südlich von Tokio und konnten leicht über See versorgt werden, was sie sehr viel nützlicher als jene in China machte, da so jeder Punkt der Hauptinseln angegriffen werden konnte. Japanische Flugzeuge griffen mehrmals den Stützpunkt auf Saipan an, während dieser sich noch im Bau befand, in einem erfolglosen Versuch, die Konstruktion der Start- und Landebahnen zu verlangsamen.

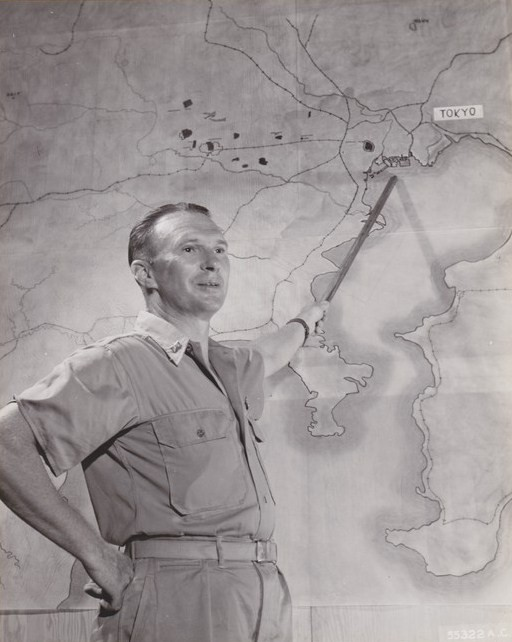
Brigadegeneral Haywood S. Hansell vor einer Karte des Großraum Tokio, November 1944.

Ab Oktober 1944 trafen die ersten Einheiten des XXI Bomber Command der Twentieth Air Force auf den Marianen ein. Das Bomber Command stand unter dem Befehl von Brigadegeneral Haywood S. Hansell, der wie Curtis LeMay bereits mit der Eighth Air Force im Luftkrieg gegen das Deutsche Reich 1943–1944 Erfahrung gesammelt hatte. Als Vorbereitung auf den ersten Einsatz gegen die Hauptinseln flogen B-29 des Bomber Command im Oktober und November sechs Übungsmissionen gegen Ziele im Zentralpazifik. Am 1. November überflog ein zur 3d Photographic Reconnaissance Squadron gehörender F-13 Fotoaufklärer, eine umgebaute Variante der B-29, Tokio und war damit das erste amerikanische Flugzeug seit dem Doolittle Raid, das die Stadt überquerte. In den folgenden Tagen überflogen weitere F-13 den Großraum Tokio-Yokosuka um Informationen über die dortigen Flugzeugwerke und Hafenanlagen zu sammeln. Die große Einsatzhöhe und hohe Geschwindigkeit sorgten dafür, dass die F-13 dem schweren Abwehrfeuer und den vielen japanischen Jagdflugzeugen ausweichen konnten.
Die ersten Angriffe des XXI Bomber Command auf die Hauptinseln richteten sich gegen die Flugzeugindustrie des Landes. Der erste, Operation San Antonio I genannte Angriff fand am 24. November statt und hatte das Musashino-Flugzeugwerk in einem Vorort Tokios zum Ziel. Nur 24 der 111 eingesetzten B-29 bombardierten dabei das Hauptziel während andere ihre Bomben über Hafen- und Industrieanlagen sowie Wohngebieten abwarfen. Die 125 zur Abwehr gestarteten japanischen Flugzeuge schossen bei diesem Angriff einen der amerikanischen Bomber ab. Das Bombardement beschädigte das Flugzeugwerk und schwächte das Vertrauen der japanischen Zivilbevölkerung in die Luftverteidigung des Landes weiter. Als Reaktion verstärkten die japanischen Heeres- und Marineluftstreitkräfte ab dem 27. November ihre Angriffe auf die Marianen, wobei sie bis zu ihrem letzten Angriff im Januar 1945 insgesamt 11 B-29 am Boden zerstören und weitere 43 beschädigen konnten. Ihre eigenen Verluste während der gesamten Operation betrugen vermutlich 37 Maschinen.
Die folgenden Angriffe auf die Hauptinseln erwiesen sich als Fehlschläge. Das XXI Bomber Command griff zwischen dem 27. November und dem 3. Dezember dreimal Tokio an. Zwei der Angriffe richteten sich erneut gegen das Musashino-Flugzeugwerk, während der dritte ein Industriegebiet zum Ziel hatte. Bei diesem wurden Napalm-Streubomben vom Typ AN-M69 eingesetzt, der speziell zum Angriff auf japanische Städte entwickelt worden war. Die Angriffe auf das Flugzeugwerk am 27. November und 3. Dezember richteten nur geringe Schäden an, da Höhenwinde und dichte Bewölkung ein zielgerichtetes Bombardement behinderten. Der durch 29 Bomber durchgeführte Brandbombenangriff in der Nacht vom 29. auf den 30. November und die anschließenden Brände zerstörten ein Gebiet von etwa einem viertel Quadratkilometer. Er wurde durch das Hauptquartier der Twentieth Air Force ebenfalls als erfolglos bewertet.
Vier der nächsten fünf Angriffe richteten sich gegen Nagoya. Die ersten beiden Bombardements am 13. und 18. Dezember bestanden in Präzisionsbombardierungen der Flugzeugwerke in der Stadt. Der dritte war ein Tagesangriff mit Brandbomben. Dieser wurde durchgeführt, nachdem die Twentieth Air Force einen Angriff von 100 mit der AN-M76-Bombe bestückten Bombern gefordert hatte um die Effektivität dieser neuen Brandbombe gegen japanische Städte zu testen. Brigadegeneral Hansell protestierte gegen diesen Angriff, da er glaubte, dass Präzisionsbombardements bereits Wirkung zu zeigen begannen und der Übergang zu Flächenbombardement kontraproduktiv sein könnte. Nachdem ihm versichert worden war, dass dieser Angriff keinen generellen Wechsel der Taktik darstellte, stimmte er ihm zu. Trotz der anderen Bewaffnung führten 78 Bomber den Angriff am 22. Dezember als Präzisionsbombardement auf die Flugzeugindustrie durch. Schlechtes Wetter sorgte dafür, dass nur geringe Schäden verursacht wurden. Am 27. Dezember flog das XXI Bomber Command einen erneuten Angriff auf das Musashino-Flugzeugwerk, konnte dieses jedoch nicht treffen. Am 3. Januar 1945 flogen 97 B-29 einen Flächenangriff gegen Nagoya, der mehrere Brände in der Stadt verursachte, die aber schnell unter Kontrolle gebracht werden konnten. Ende Dezember 1944 beschloss General Arnold, der mit den Leistungen des XXI Bomber Command unter Brigadegeneral Hansell unzufrieden war, diesen durch Curtis LeMay zu ersetzen. Er begründete seine Entscheidung damit, dass er möglichst rasch sichtbare Ergebnisse der Luftangriffe erzielen wollte. Zusätzlich passte Hansells Bevorzugung von Präzisionsbombardements nicht mehr in die Taktik des Hauptquartiers der Twentieth Air Force, welche eine Verschiebung hin zu mehr Flächenbombardements wünschte. Aufgrund seiner guten Leistungen als Befehlshaber des XX Bomber Command hielt man LeMay für den idealen Kandidaten um die Probleme des XXI Bomber Command zu lösen. Hansell erfuhr am 6. Januar von Arnolds Entscheidung, verblieb aber noch bis Mitte des Monats auf seinem Posten. In dieser Zwischenzeit führte das XXI Bomber Command weitere als erfolglos gewertete Präzisionsangriffe auf das Musashino-Flugzeugwerk und ein Flugzeugwerk der Firma Mitsubishi in Nagoya am 9. beziehungsweise 14. Januar durch. Der letzte durch Hansell geplante Luftangriff wurde als Erfolg gewertet. Am 19. Januar griffen 77 B-29 erfolgreich ein Kawasaki-Flugzeugwerk bei Akashi an. Während der ersten drei Einsatzmonate gegen die Hauptinseln wies das XXI Bomber Command eine durchschnittliche Verlustrate von 4,1 Prozent pro Einsatz auf.

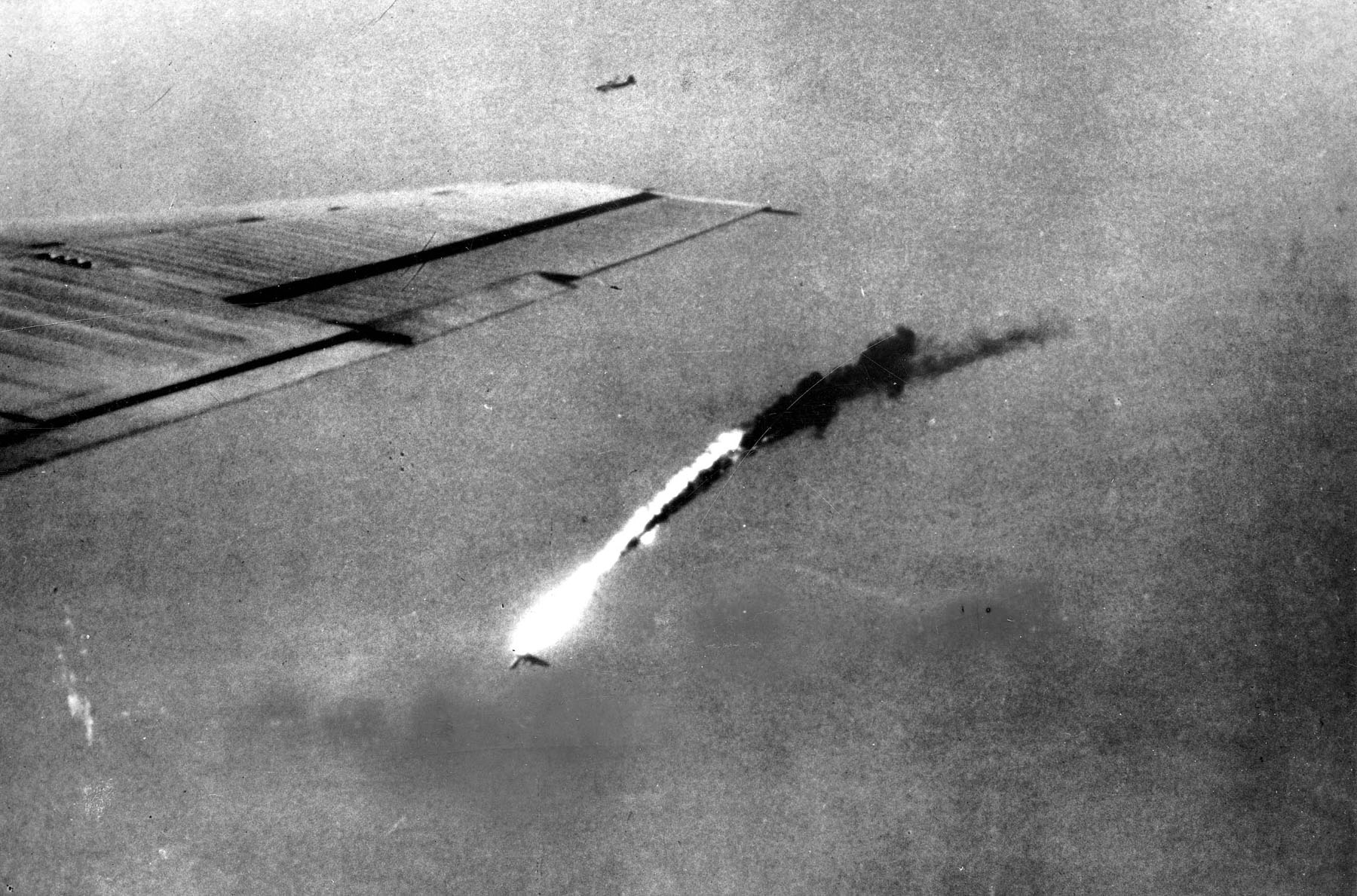
Eine B-29 stürzt nach einem Flakvolltreffer brennend über Japan ab, 1944 oder 1945.

Ende Januar 1945 verabschiedete das Kaiserliche Hauptquartier verspätet einen Zivilverteidigungsplan gegen die amerikanischen Luftangriffe. Dieser Plan übertrug die Verantwortlichkeit zur Brandbekämpfung an Gemeinderäte und Nachbarschaftshilfen, da ein Mangel an ausgebildeten Feuerwehrmännern bestand. Zusätzlich wurde eine allgemeine Verdunkelung ab 22 Uhr vereinbart. Beobachtungsposten auf den Bonininseln konnten mit etwa einer Stunde Vorwarnzeit vor anfliegenden Bombergruppen warnen, woraufhin in den als gefährdet eingestuften Städten Luftalarm gegeben wurde.
Die ersten Luftangriffe unter dem Kommando von Curtis LeMay führten zu unterschiedlichen Resultaten. Das XXI Bomber Command flog zwischen dem 23. Januar und dem 19. Februar sechs große Angriffe, die als weniger erfolgreich eingestuft wurden, obwohl ein Brandbombenangriff gegen Kōbe am 4. Februar zu größeren Zerstörungen in der Stadt und an ihrer kriegswichtigen Industrie führte. Obwohl LeMay die Wartungstrupps reorganisierte, was dazu führte, dass weniger Bomber ihre Angriffe wegen technischer Probleme abbrechen mussten, stieg die Verlustrate in diesen Operationen auf 5,1 Prozent. Vom 19. Februar bis zum 3. März flog das XXI Bomber Command Präzisionsangriffe gegen verschiedene Flugzeugwerke, um japanische Jagdflugzeuge über den Hauptinseln zu binden und so deren Eingreifen in die Schlacht um Iwo Jima zu verhindern. Höhenwinde und Bewölkung sorgten dafür, dass hierbei nur geringe Schäden verursacht wurden. Ein Brandbombenangriff mit 172 Bombern auf Tokio am 25. Februar zerstörte etwa 2,5 Quadratkilometer an Wohngebiet in der Stadt. Dieser Angriff war als Test in großem Maßstab zur Bestimmung der Effektivität von Brandbombardements durchgeführt worden.
Verschiedene Faktoren werden zur Erklärung der geringen Effektivität der Präzisionsangriffe des XXI Bomber Command herangezogen. Den wichtigsten stellt das Wetter dar, da die Angriffe häufig durch über Japan vorherrschende Höhenwinde und dichte Bewölkung behindert wurden, welche einen akkuraten Bombenabwurf erschwerten. Schlechtwetterfronten zwischen den Marianen und Japan führten überdies dazu, dass sich die Bomberformationen auflösten und Navigationsprobleme hatten. Schlechte Wartung und eine Überbelegung der verfügbaren Stützpunkte waren weitere Gründe. Sie reduzierten die für Angriffe verfügbare Zahl an Bombern und verkomplizierten den komplexen Start- und Landeprozess großer Bomberformationen.

## Brandbombenangriffe

### LeMays Taktikwechsel
Taktiker der USAAF hatten bereits im Jahr 1943 damit begonnen, die Möglichkeit einer erfolgreichen Luftkampagne auf japanische Städte mittels Brandbomben zu prüfen. Der Großteil der japanischen Industrieanlagen war hierdurch direkt bedroht, da sie sich auf einige wenige große Städte konzentrierten. Darüber hinaus fand ein großer Teil der Produktion in Heimarbeit oder Kleinstfabriken direkt in den Wohngebieten der Städte statt. Die Planer der USAAF schätzten, dass Brandbombenangriffe auf die sechs größten Städte des Landes bis zu 40 Prozent der industriellen Anlagen beschädigen und als Resultat hieraus 7,6 Millionen Arbeiterstunden in der Fertigung verloren gehen könnten. Weiter wurde in diesen Planungen mit über 500.000 Toten, etwa 7,75 Millionen Obdachlosen und 3,5 Millionen Evakuierten gerechnet. Die Effektivität der zu verwendenden Brandbomben testeten die USAAF an im japanischen Stil errichteten Gebäuden in Eglin Field und im sogenannten „Japanese village“ auf dem Dugway Proving Ground. Das amerikanische Militär befasste sich zu dieser Zeit ebenfalls mit einem Projekt um Fledermausbomben zu schaffen, bei welchem mit kleinen Brandbomben versehene Fledermäuse über japanischen Städten abgeworfen werden sollten. Dieses Projekt wurde im Jahre 1944 wieder eingestellt.
Aufgrund der schlechten Ergebnisse bei der Präzisionsbombardierung und dem Erfolg des Brandbombenangriffs auf Tokio am 25. Februar beschloss General LeMay, ab Anfang März weitere solche Angriffe gegen die wichtigsten japanischen Städte fliegen zu lassen. Dies ging im Einklang mit der von General Arnold festgelegten Zieldirektive für das XXI Bomber Command, laut denen urbane Gebiete die zweithöchste Priorität nach Flugzeugwerken erhielten. Die Direktive sah weiter vor, dass die Brandbombenangriffe beginnen sollten, sobald die AN-M69-Napalmbombe im Kampfeinsatz getestet worden und genug Bomber zur Verfügung stünden, um eine intensive Bombardierung zu ermöglichen. General LeMay verzichtete vor dem Beginn der Brandbombardierungen darauf, sich hierfür eine Genehmigung von General Arnold einzuholen, um diesen im Falle eines Fehlschlages vor Kritik zu schützen. Brigadegeneral Lauris Norstad, der Stabschef der Twentieth Air Force, erfuhr von diesem Taktikwechsel und stellte Unterstützung hierfür zur Verfügung. Um die Effektivität der Angriffe zu maximieren, ordnete LeMay an, dass die Bomber in einer Höhe von 1.500 Metern fliegen und bei Nacht angreifen sollten. Dies stellte eine Umkehr der bisherigen Angriffstaktik des Bomber Command dar, welche bis dahin Tagesangriffe aus großer Höhe vorgesehen hatte. Da Japans Nachtjagdtruppe schwach war, ließ LeMay die meisten Abwehrkanonen aus den B-29 entfernen, damit diese aufgrund des verringerten Gewichts mehr Bomben tragen konnten. Die Flugmannschaften des XXI Bomber Command sahen die Änderungen kritisch, weil sie es für sicherer hielten, schwer bewaffnet und in großer Höhe zu fliegen.

### Brandbombenangriffe im März 1945

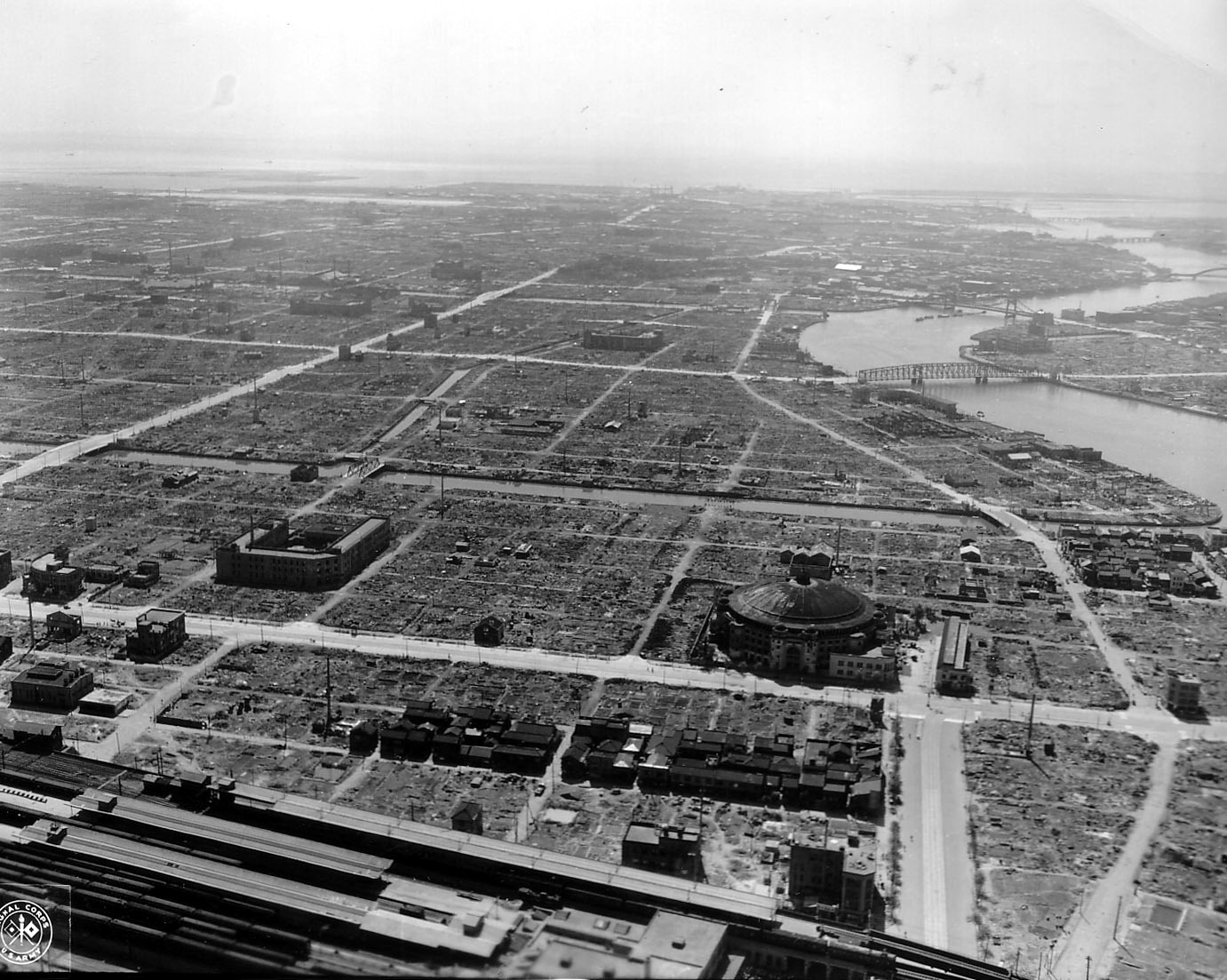
Luftbild des teilweise enttrümmerten Tokio, nach dem August 1945.

Der erste Brandbombenangriff fand in der Nacht vom 9. auf den 10. März auf Tokio statt und erwies sich als der zerstörerischste einzelne Luftangriff des Zweiten Weltkrieges. Das XXI Bomber Command sammelte alle verfügbaren Kräfte und startete am Nachmittag des 9. März 346 Bomber von den Marianen aus. Ab 2 Uhr Guamzeit begannen diese, die Stadt zu erreichen, und 279 B-29 warfen insgesamt 1.665 Tonnen Bomben ab. Dem hierdurch entstehenden Feuersturm konnte die Zivilverteidigung der Stadt nichts entgegensetzen, sodass 41 Quadratkilometer, was sieben Prozent des Stadtgebietes entsprach, niederbrannten. Die japanische Polizei schätzte, dass durch den Angriff und die Brände 83.793 Menschen umgekommen und 40.918 verwundet sowie über eine Million obdachlos geworden waren. Nachkriegsschätzungen gehen von 80.000 bis 100.000 Toten aus. Die Schäden an Tokios Infrastruktur waren beträchtlich. Die japanischen Abwehrversuche gegen den Angriff waren verhältnismäßig schwach. 14 B-29 gingen durch Kampfhandlungen oder mechanische Defekte verloren und weitere 42 wurden durch Luftabwehrfeuer beschädigt. Als Reaktion auf die Zerstörung Tokios ordnete die japanische Regierung die Evakuierung aller Schulkinder der dritten bis sechsten Jahrgangsstufe aus den größten Städten des Landes an. Bis Anfang April waren 87 Prozent dieser Kinder in ländlichere Regionen verschickt worden.
In den folgenden Tagen führte das XXI Bomber Command weitere Angriffe gegen verschiedene Städte durch. Am 11. März flogen 310 Bomber gegen Nagoya. Der Angriff verteilte sich über ein größeres Gebiet als der gegen Tokio und richtete weniger Schaden an. 5,3 Quadratkilometer Stadtgebiet brannten nieder, während keiner der Bomber durch Feindeinwirkung verloren ging. In der Nacht vom 13. auf den 14. März griffen 274 B-29 Ōsaka an und zerstörten dabei 21 Quadratkilometer Stadtgebiet bei eigenen Verlusten von nur zwei Flugzeugen. Als nächstes Ziel wurde Kōbe ausgewählt, welches in der Nacht vom 16. auf den 17. März von 331 B-29 bombardiert wurde. Bei eigenen Verlusten von drei Maschinen zerstörten die Bomber 18 Quadratkilometer, was der Hälfte des Stadtgebiets entsprach. Ein erneuter Angriff auf Nagoya in der Nacht vom 18. auf den 19. März zerstörte weitere 7,6 Quadratkilometer Stadtgebiet. Eine B-29 stürzte infolge von feindlichem Beschuss über dem offenen Meer ab, wobei die gesamte Besatzung gerettet werden konnte. Der zweite Angriff auf Nagoya stellte das vorläufige Ende der intensiven Brandbombardierung dar, da das XXI Bomber Command seine Vorräte an Brandbomben aufgebraucht hatte. Der nächste Angriff war eine nächtliche Präzisionsbombardierung eines Mitsubishi-Werkes für Flugzeugmotoren vom 23. auf den 24. März. Die Mission schlug fehl und die japanische Luftverteidigung konnte fünf der 251 angreifenden Bomber abschießen. Ebenfalls im März begannen B-29 damit, Propagandaflugblätter abzuwerfen, die die japanische Bevölkerung dazu aufriefen, ihre Regierung zu stürzen oder der Vernichtung ins Auge zu sehen.
Die USAAF bewerteten die Brandbombenangriffe im März als sehr erfolgreich und merkten an, dass die Verlustquoten sehr viel niedriger lagen als bei den bei Tageslicht durchgeführten Präzisionsangriffen. Entsprechend dieser Bewertungen begann die Joint Target Group (JTG), die in Washington, D.C. angesiedelte Organisation zur Entwicklung von Strategien für die Bombardierung Japans damit, einen zweistufigen Plan für Operationen gegen 22 japanische Städte aufzustellen. Weiter empfahl sie, Präzisionsangriffe gegen besonders wichtige Industrieanlagen parallel weiter durchzuführen. Während die fortgesetzten Luftangriffe als Vorbereitung für die alliierte Invasion Japans gesehen wurden, glaubten LeMay und einige Mitglieder aus General Arnolds Stab, allein mit ihnen die Kapitulation des Landes herbeiführen zu können.
Die japanische Regierung sah die Luftangriffe und die durch sie angerichteten Zerstörungen mit Sorge, weil das Militär sich als nicht fähig erwiesen hatte, den Luftraum abzuriegeln. Neben den physischen Zerstörungen trauten viele Menschen sich nicht mehr, ihre Häuser zu verlassen und zur Arbeit zu gehen, da sie die Bombardierung der Fabriken befürchteten. Als Reaktion auf die Angriffe verstärkte das Militär die Luftverteidigung, die aber weiterhin zu schwach blieb; im April befanden sich 450 Kampfflugzeuge für Luftabwehrzwecke auf den Hauptinseln im Einsatz.

### Zerstörung von Japans wichtigsten Städten

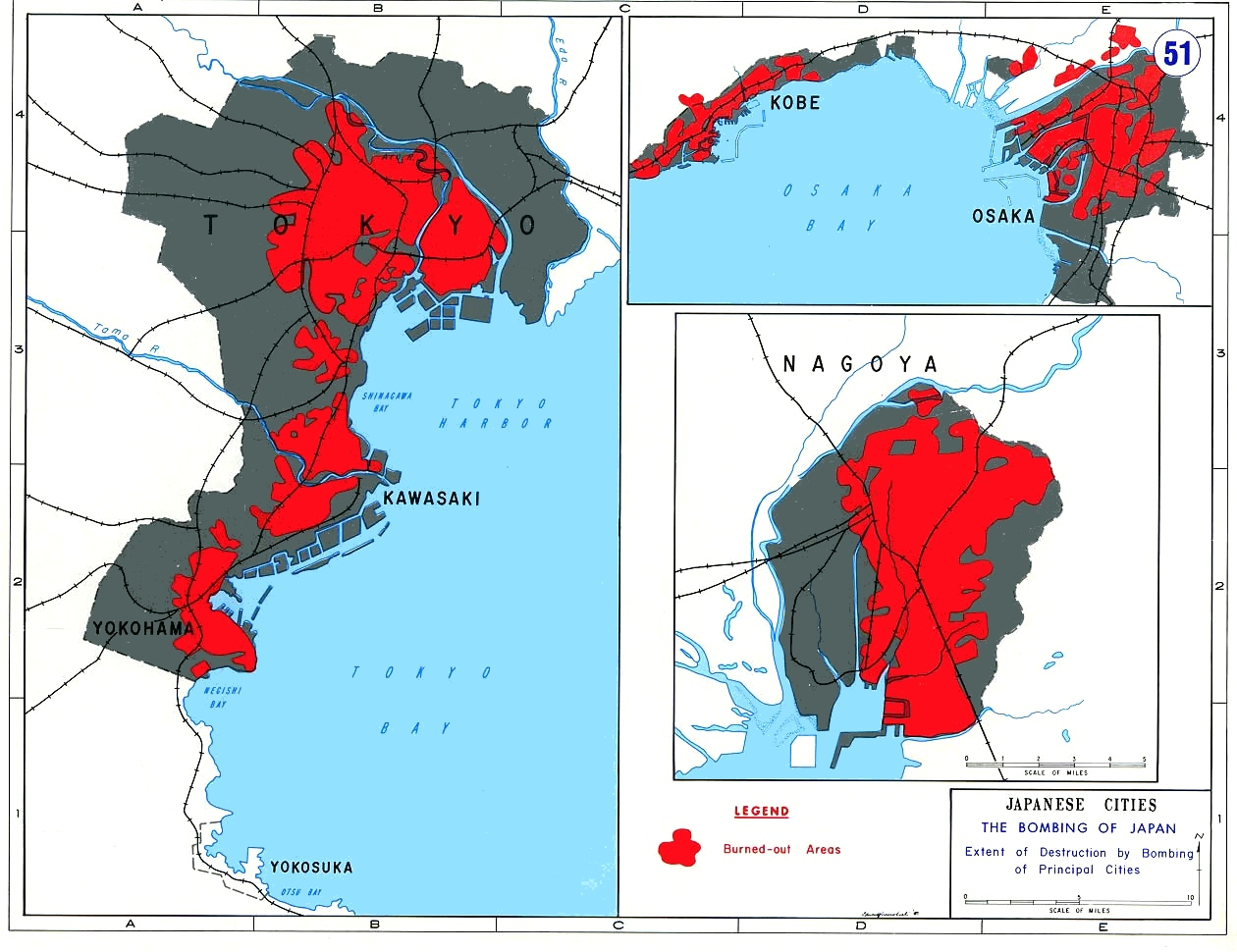
Karte, welche die ausgebrannten Regionen von Kobe, Nagoya, Ōsaka und im Großraum Tokio zeigt.

Weitere umfassende Brandbombenangriffe verzögerten sich, da das XXI Bomber Command von Ende März bis Mitte Mai Flugplätze im Süden Japans angriff um so die alliierte Landung auf Okinawa unmittelbar südlich der Hauptinseln zu decken. Vor dem Beginn der Landung am 1. April griff das Command am 27. und 31. März Flugplätze bei Ōita und Tachiarai sowie am 27. ein Flugzeugwerk bei Ōmura ohne eigene Verluste an. Am 6. April griffen starke japanische Luftverbände in Kamikaze-Taktik die alliierte Invasionsflotte vor Okinawa an und konnten dabei viele Schiffe beschädigen oder zerstören. Als Teil der Reaktion hierauf flog das XXI Bomber Command am 8. und 16. April Angriffe gegen Flugfelder auf Kyūshū. Die Angriffsverbände vom 8. April änderten ihr Ziel während des Anfluges, da sich die Zielflugfelder unter einer dichten Wolkendecke befanden, und bombardierten stattdessen Wohngebiete in der Stadt Kagoshima. Vom 17. April bis zur Freistellung der B-29 am 11. Mai bombardierte ein Großteil des XXI Bomber Command weiterhin Flugfelder und andere Einrichtungen, welche die japanischen Streitkräfte auf Okinawa unterstützten. Insgesamt kam es in diesem Zeitraum zu 2.104 Flugeinsätzen gegen 17 Flugfelder, 24 Bomber gingen verloren und 233 wurden beschädigt. Das XXI Bomber Command schaffte es nicht, die Kamikaze-Angriffe von den bombardierten Flugfeldern aus vollständig zu unterbinden.
Während der Anfangsphase der Schlacht um Okinawa kam es vereinzelt weiterhin zu Angriffen auf japanische Städte. Am 1. April führten 121 B-29 einen nächtlichen Präzisionsangriff auf das Nakajima-Motorenwerk in Tokio und am 3. April auf Motorenwerke in Koizumi, Shizuoka und Tachikawa durch. Da es den Bombern des XXI Bomber Command an spezieller Ausrüstung zur präzisen Nachtbombardierung fehlte schlugen die Angriffe fehl, was LeMay dazu veranlasste, diese Art der Angriffe nicht fortzuführen. Kleinere Verbände des Command griffen am 4. April Tokio und das nahegelegene Kawasaki an. Am 7. April flog es zwei großangelegte, erfolgreiche Präzisionsangriffe gegen Nagoya und Tokio. Der gegen Tokio fliegende Verband war dabei der erste, der von auf Iwo Jima stationierten Langstreckenjägern vom Typ P-51 des VII Fighter Command Geleitschutz erhielt. Nach dem Angriff beanspruchten die Amerikaner für sich bei Verlusten von zwei P-51 und sieben B-29 101 japanische Flugzeuge abgeschossen zu haben. Über 250 Bomber griffen am 12. April drei verschiedene Flugzeugwerke an, wobei der 73rd Bombardment Wing das Musashino-Flugzeugwerk schwer beschädigen und ohne eigene Verluste 185 angreifende Jagdflugzeuge abwehren konnte. Für den 13. April ordnete LeMay die Fortführung nächtlicher Brandbombenangriffe an und in derselben Nacht bombardierten 327 B-29 Tokio, wobei sie 30 Quadratkilometer Stadtfläche, darunter mehrere Rüstungsfabriken, zerstörten. Zwei Tage später am 15. April zerstörten 303 Bomber 16 km² in Tokio, 9,3 km² in Kawasaki und 3,9 km² von Yokohama bei eigenen Verlusten von 12 Flugzeugen. 131 Bomber zerstörten das Motorenwerk von Tachikawa bei Tokio am 24. April vollständig. Ein Angriff auf das Flugzeugarsenal in Tachikawa sechs Tage später musste aufgrund starker Bewölkung über dem Ziel abgebrochen werden. Einige der anfliegenden Bomber griffen auf ihrem Rückflug stattdessen die Stadt Hamamatsu an. Am 5. Mai richteten 148 B-29 schweren Schaden an den Hiro-Marineflugzeugwerken bei Kure an. Fünf Tage später führte das Command erfolgreiche Angriffe auf Öllagerstätten bei Iwakuni, Ōshima und Toyama durch. Am 11. Mai zerstörte ein kleiner Verband eine Flugzeugrahmenfabrik bei Konan. Das XXI Bomber Command erreichte mit der Ankunft des 58th und des 315th Bombardment Wing auf den Marianen Ende April seine volle Stärke. Zu diesem Zeitpunkt unterstanden ihm fünf Geschwader mit insgesamt 1.002 B-29 was es zur stärksten Lufteinheit der Welt machte.

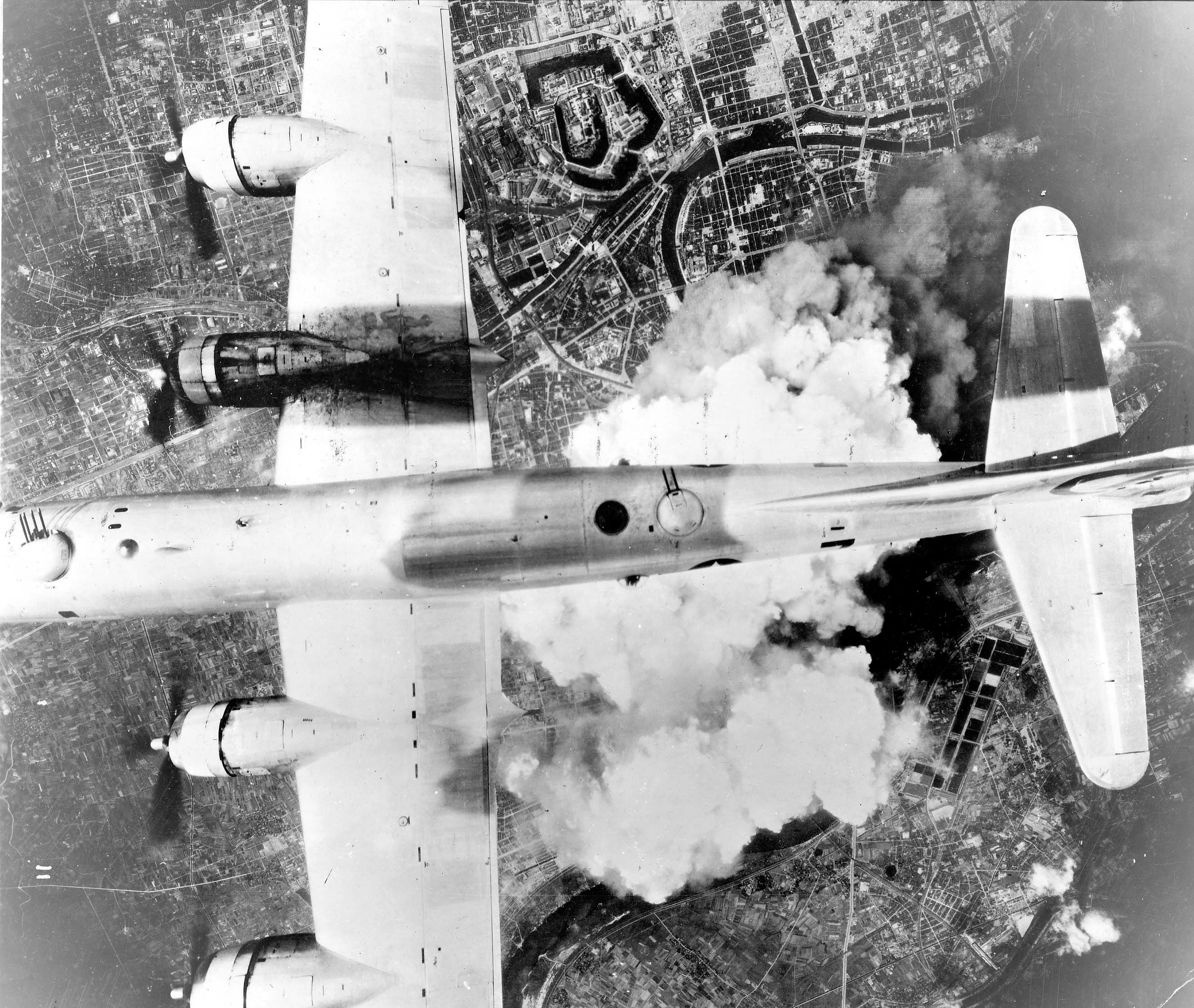
Eine B-29 über Ōsaka, 1. Juni 1945.

Nach der Beendigung der Angriffe gegen Okinawa begann das XXI Bomber Command ab Mitte Mai intensive Brandbombardierungen gegen Japans wichtigste Städte. Am 13. Mai zerstörten 472 B-29 bei einem Tagesangriff in Nagoya eine Fläche von 8,2 km². Die starke japanische Abwehr konnte bei diesem Angriff zwei Bomber abschießen und weitere 64 beschädigen. Acht weitere Flugzeuge gingen aus anderen Gründen verloren. Die Amerikaner gingen davon aus, 18 feindliche Jäger sicher und weitere 30 möglicherweise abgeschossen zu haben; 16 hielten sie für beschädigt. In der Nacht des 16. Mai griffen 457 Bomber erneut Nagoya an und zerstörten 9,9 km² der Stadtfläche. Die japanische Nachtabwehr war bedeutend schwächer als die bei Tage und konnte keinen der angreifenden Bomber abschießen. Lediglich drei gingen durch technische Defekte verloren. Bei den beiden Angriffen auf Nagoya starben 3.866 Japaner, weitere 472.701 wurden obdachlos. Am 19. Mai flogen 318 B-29 einen erfolglosen Präzisionsangriff gegen das Werk des Flugzeugherstellers Tachikawa Hikōki. In der Folge führte das XXI Bomber Command in den Nächten des 23. und 25. Mai großangelegte Angriffe auf Tokio durch. Beim ersten Angriff zerstörte das Command mit 520 Bombern 14 km² im Süden Tokios, wobei 17 Flugzeuge verloren gingen und 69 Beschädigungen erlitten. Zum zweiten Angriff starteten 502 Flieger und setzten dabei 44 km² im Zentrum Tokios in Brand, darunter einige Ministerialgebäude der Regierung und große Teile des Kaiserpalasts. Im Voraus hatten die Bomberbesatzungen den Auftrag erhalten, nicht auf den Palast zu zielen, da die US-Regierung es nicht riskieren wollte, Tennō Hirohito zu töten. Die japanische Luftabwehr schlug sich vergleichsweise erfolgreich und konnte 26 Superfortresses abschießen und weitere 100 beschädigen. Nach den beiden Angriffen befanden sich 50,8 % Tokios in Trümmern, weshalb das XXI Bomber Command es von seiner Zielliste strich. Der letzte größere Angriff des Command im Mai war ein Tagesbrandangriff auf Yokohama, den am 29. Mai 517 B-29, gedeckt von 101 P-51, durchführten. 150 Jagdflugzeuge vom Typ A6M fingen den Verband ab. In der entstehenden Luftschlacht schossen sie fünf amerikanische Bomber ab und beschädigten weitere 175. Die Piloten der P-51 berichteten im Anschluss von 26 sicheren und 23 möglichen Feindabschüssen. Die 454 Superfortresses, die Yokohama erreichten, zerstörten 18 km² des wichtigsten Wirtschaftsdistrikts der Stadt. Insgesamt zerstörten die Angriffe des XXI Bomber Command und die dadurch ausgelösten Feuer 240 km² bebaute Fläche, was einem Siebtel der gesamten urbanen Gebiete Japans entsprach. Innenminister Yamazaki Iwao kam nach den Angriffen zu dem Schluss, dass die Vorbereitungen der japanischen Zivilverteidigung sich als wirkungslos herausgestellt hätten.
Die Brandbombenangriffe gegen die wichtigsten Städte gingen bis Mitte Juni weiter. Am Ersten des Monats bombardierten 521 von 148 P-51 eskortierte B-29 Ōsaka bei Tag. Dichte Wolken führten zum Verlust von 27 P-51, welche bei der schlechten Sicht miteinander kollidierten. 458 Bomber und 27 Fernjäger erreichten die Stadt und griffen sie an, 3.960 Menschen starben und 8,2 km² Stadtgebiet brannten nieder. Am 5. Juni flogen 473 Bomber bei Tag einen Angriff gegen Kobe und zerstörten beim Verlust von 11 Fliegern 11,3 km² bebaute Fläche. Bei diesem Angriff auf Kobe starben 3.614 Japaner, weitere 10.046 wurden verwundet und 51.399 Gebäude wurden zerstört. Am 7. Juni folgte ein erneuter Angriff mit 409 B-29 auf Ōsaka, welcher 5,7 km² zerstörte. Am 15. Juni erfolgte der vierte Luftangriff auf Ōsaka als 444 Flugzeuge 4,9 km² dort und 1,5 km² im nahen Amagasaki zerstörten. Dieses Bombardement stellte das Ende der ersten Phase der Luftangriffe des XXI Bomber Command auf Japans Städte dar. Im Mai und Juni zerstörte das Command große Teile der sechs größten Städte des Landes; zwischen 112.000 und 126.762 Menschen starben und mehrere Millionen verloren ihr Obdach. Die weitflächigen Zerstörungen und die hohe Zahl der Opfer führten bei vielen Japanern zu der Einsicht, dass das Militär nicht länger fähig war, die Hauptinseln effektiv zu verteidigen. Die amerikanischen Verluste waren im Vergleich zu den japanischen minimal; lediglich 136 B-29 gingen verloren.

## Angriffe auf kleine Städte

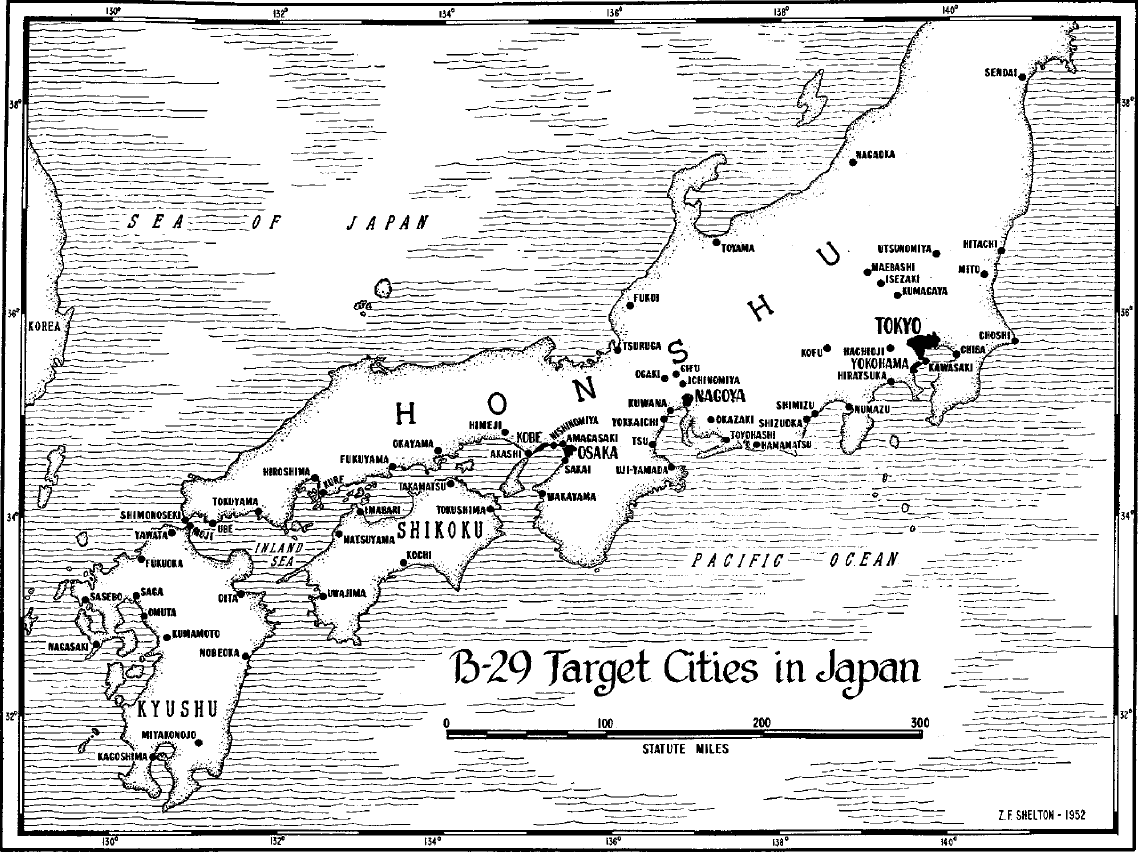
Karte mit im Kriegsverlauf durch B-29 bombardierten japanischen Städten

Mitte Juni besuchte General Arnold das Hauptquartier LeMays auf Saipan. Während seines Aufenthalts bewilligte er einen Plan, 25 kleinere Städte zwischen 62.280 und 323.000 Einwohnern anzugreifen und parallel weiterhin Präzisionsangriffe gegen die größten Städte durchzuführen. Er bevorzugte den Plan gegenüber einem durch den United States Strategic Bombing Survey (USSBS) vorgeschlagenen. Das USSBS hatte die Effektivität der Luftangriffe auf das Deutsche Reich analysiert und empfahl auf Basis der gewonnenen Erkenntnisse, die Angriffe auf das japanische Transportwesen zu fokussieren, um den Transport von Waren zu behindern und den Nahrungstransport in die Ballungsräume zu lähmen. LeMays Plan sah punktgenaue Angriffe auf Industrieanlagen bei guter Witterung und Tageslicht und radargeführte Brandbombenangriffe bei Nacht vor. Da die gewählten Ziele relativ klein waren, griff das XXI Bomber Command nicht mehr mit allen Kräften ein einziges Ziel an, sondern schickte an Angriffstagen kleinere Gruppen gegen verschiedene Ziele. Diese Empire Plan genannte Zielauswahl blieb bis zum Kriegsende in Kraft.
Unter dem Empire Plan fanden fünf großangelegte Präzisionsangriffe statt. Am 9. Juni griffen zwei Gruppen ein Flugzeugwerk bei Narao (heute: Shinkamigotō) und zwei weitere eine Fabrik in Atsuta an. Beide Anlagen wurden erheblich zerstört. Eine einzelne Gruppe flog ein Kawasaki-Flugzeugwerk bei Akashi an, bombardierte statt diesem jedoch versehentlich ein nahegelegenes Dorf. Am Folgetag flogen sechs Gruppen, eskortiert von 107 P-51, Angriffe auf ebenso viele Fabriken um die Bucht von Tokio. Der nächste Angriff fand am 22. Juni statt, als 382 B-29 Ziele in Akashi, Himeji, Kakamigahara, Kure und Mizushima bombardierten. Die meisten angegriffenen Fabriken erlitten hierbei starke Zerstörungen. Vier Tage später schickte LeMay 510 Bomber und 148 Begleitjäger gegen neun Fabriken im südlichen Honshu und auf Shikoku. Dichte Bewölkung über dem Zielgebiet führte dazu, dass die Besatzungen ihre Bomben einzeln oder in kleinen Gruppen über dem Ziel abwarfen, sofern sie eine Möglichkeit zum Treffen sahen. Hierdurch erlitten die eigentlichen Ziele nur wenige Treffer. Andauernde Wolkenschleier unterbanden weitere groß angelegte Präzisionsangriffe bis zum 24. Juli, als 625 Flugzeuge des Bomber Command gegen sieben Ziele in den Regionen um Nagoya und Ōsaka flogen. Vier Fabriken wurden stark zerstört. Erneutes Wolkenwetter verhinderte eine weitere Umsetzung des Empire Plan bis Kriegsende.
Das XXI Bomber Command begann seine Brandbombenangriffe auf kleinere Städte in der Nacht des 17. Juni. In dieser Nacht griff je ein Geschwader die Städte Hamamatsu, Kagoshima, Ōmuta und Yokkaichi nach demselben Prinzip an, mit dem bereits die größeren Städte zerstört worden waren. 456 von 477 gestarteten Bombern erreichten ihre Ziele und entfachten einen Feuersturm, welcher 15,73 km² bebaute Fläche niederbrannte. Die Städte verfügten über annähernd keinen Schutz und keiner der amerikanischen Flieger ging durch japanische Einwirkung verloren. Die Führung des Bomber Command wertete diesen Angriff als Erfolg und nutzte ihn als Muster für weitere Operationen. Im weiteren Verlauf der Brandbombenkampagne richteten sich die Angriffe aufgrund der großflächigen Zerstörung der bisherigen Ziele gegen zunehmend kleinere und unwichtigere Städte. Die meisten Angriffe flog das Command gegen je vier Städte pro Mission, wobei jede durch je ein Geschwader bombardiert wurde. Missionen mit je zwei Geschwadern fanden am 19. Juni gegen Fukuoka und am 26. Juli gegen Ōmuta statt. Bis Kriegsende flog das XXI Bomber Command 16 Angriffe, was einem Schnitt von zwei Angriffen pro Woche entspricht, gegen 58 unterschiedliche Städte. In den letzten Kriegswochen koordinierte das Command die Brandbombenangriffe verstärkt mit den Präzisionsangriffen, um die japanische Regierung zur Kapitulation zu bewegen. Da die kleineren Städte über keine Luftabwehrbatterien verfügten und die japanischen Nachtjäger ineffektiv operierten, stürzte bei den Angriffen nur eine B-29 durch Feindeinwirkung ab. 66 erlitten Beschädigungen und weitere 18 gingen durch Unfälle verloren.

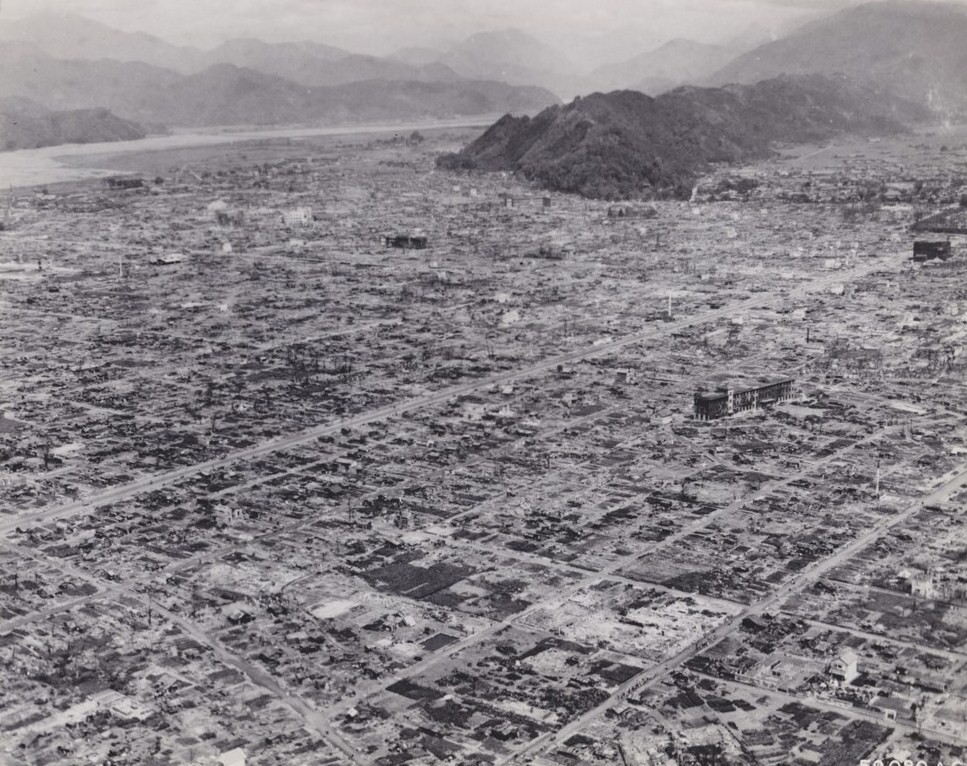
Luftaufnahme von Shizuoka nach einem Luftangriff am 19. Juni 1945.

Den Juni und Juli über setzten die Amerikaner die Brandbombenangriffe fort. In der Nacht des 19. Juni griffen sie Fukuoka, Shizuoka und Toyohashi, in der des 28. Juni Moji, Nobeoka, Okayama und Sasebo an. Am 1. und 3. Juli bombardierten die Bomber Kumamoto, Kure, Shimonoseki und Ube beziehungsweise Himeji, Kōchi, Takamatsu und Tokushima. Am 6. Juli wurden Angriffe gegen Akashi, Chiba, Kōfu und Shimizu und am 9. Juli gegen Gifu, Sakai, Sendai und Wakayama geflogen. Drei Nächte später zielten die Angriffe auf Ichinomiya, Tsuruga, Utsunomiya und Uwajima. Am 16. Juli wurden Hiratsuka, Kuwana, Namazu und Ōita und am 19. Juli Choshi, Fukui, Hitachi und Okazaki durch die Bomber angegriffen. Nach einer Pause von fast einer Woche warfen die Bomber am 26. Juli Brandbomben auf Matsuyama, Ōmuta und Tokuyama.
Die Flugzeuge des XXI Bomber Command warfen parallel zu ihren Bombenangriffen große Mengen Propagandaflugblättern ab. Es wurde geschätzt, dass im Mai 10 Millionen, im Juni 20 Millionen und im Juli 30 Millionen Flugblätter abgeworfen wurden. Die japanische Regierung führte harte Strafen für das Aufbewahren dieser Flugblätter durch Zivilisten ein. In der Nacht vom 27. auf den 28. Juli warfen sechs B-29 Flugblätter über 11 Städten ab, welche die Bombardierung derselben ankündigten. Hierdurch sollte die Moral der Zivilbevölkerung gesenkt und der Eindruck erweckt werden, dass die Vereinigten Staaten die Kollateralschäden zu minimieren versuchten. Sechs dieser Städte (Aomori, Ichinomiya, Tsu, Uji-Yamada, Ōgaki und Uwajima) griff das Bomber Command in der Folgenacht an. Trotz der Vorwarnung gingen keine Bomber durch Feindeinwirkung verloren. Sechs erlitten durch 40 bis 50 angreifende japanische Jäger und fünf weitere durch Luftabwehrfeuer Beschädigungen.
Im August setzte das Bomber Command seine Brandbombenangriffe fort. In der Nacht des 1. warfen 836 B-29 im schwersten einzelnen Luftangriff des Zweiten Weltkriegs 6.145 t Bomben und Luftminen auf Hachiōji, Mito, Nagaoka und Toyama und zerstörten die Städte schwer. In Toyama waren nach dem Angriff 99,5 % der Gebäude zerstört. Imabari, Maebashi, Nishinomiya und Saga wurden am 5. August angegriffen. Diese Angriffe waren ebenfalls durch Flugblätter und Rundfunkübertragungen von Saipan aus angekündigt worden.
Ab Ende Juni flog der 315th Bombardment Wing, unabhängig von den anderen Angriffen des XXI Bomber Command, nächtliche Präzisionsangriffe gegen die japanische Ölindustrie. Die Flugzeuge des Geschwaders hatten im Vorfeld fortschrittliche Radarsysteme vom Typ AN/APQ-7 erhalten, mit denen sie ihre Ziele bei Nacht genau lokalisieren konnten. Nach seiner Ankunft auf den Marianen im April 1945 durchlief das Geschwader eine Ausbildung an den neuen Geräten und absolvierte Trainingsflüge, bevor es in der Nacht des 26. Juni die Utsube Ölraffinerie bei Yokkaichi angriff. 30 von 38 gestarteten Bombern erreichten das Ziel und zerstörten 30 Prozent der Raffinerie. Bombardements am 29. Juni und 2. Juli zielten auf Raffinerien bei Kudamatsu und Minoshima. In der Nacht vom 26. auf den 27. Juli zerstörte das Geschwader die Maruzen-Ölraffinerie bei Ōsaka und drei Nächte später die Reste der Utsube-Ölraffinerie. Bis Kriegsende führte der 315th Bombardment Wing 15 Angriffe auf neun Ziele durch und zerstörte von diesen sechs. Vier B-29 gingen verloren. Da es durch die alliierte Seeblockade auf den Hauptinseln fast kein Rohöl zum Raffinieren gab, hatten diese Angriffe nur geringe Auswirkungen auf die japanischen Kriegsbemühungen.
Mitte Juli wurden die strategischen Bomberverbände der USAAF im Pazifikraum reorganisiert. Das XXI Bomber Command wurde am 16. Juli zur Twentieth Air Force umgeformt und LeMay zum Befehlshaber dieser ernannt. Zwei Tage später erfolgte die Bildung der United States Strategic Air Forces in the Pacific (USASTAF) unter dem Kommando von General Carl A. Spaatz auf Guam. Aufgabe der USASTAF war es, das Oberkommando über die Twentieth sowie die sich auf der Verlegung von Europa nach Okinawa befindenden Eighth Air Force auszuüben. Die Eighth Air Force stand unter dem Kommando des inzwischen zum General beförderten James Doolittle und erhielt zu dieser Zeit die B-29 als neuen Standardbomber. Ebenfalls unterstellt werden sollte die aus australischen, britischen und neuseeländischen Verbänden bestehende, Japan von Okinawa aus angreifende Tiger Force, deren Ankunft am Kriegsschauplatz für Ende 1945 geplant war.

## Seeminenabwürfe

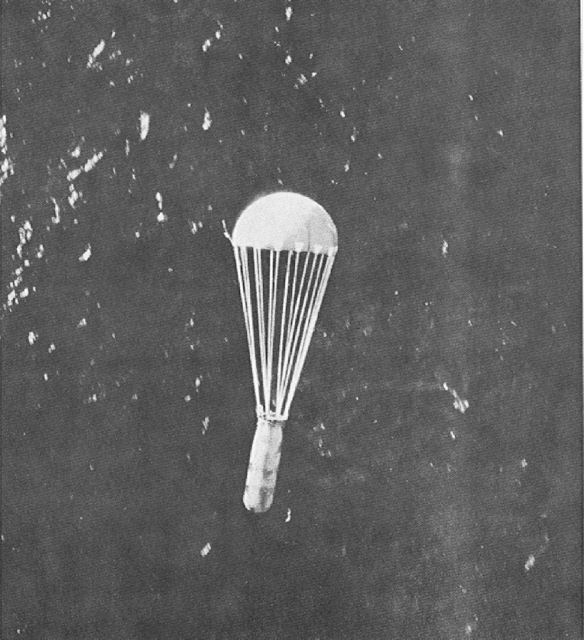
Eine von einer B-29 abgeworfene M26-Seemine, 1945.

Seit Mitte 1944 drängte die US Navy die USAAF dazu, ihre Bomber Seeminen in den Gewässern um die Hauptinseln abwerfen zu lassen, um deren Seeblockade zu verstärken. General Arnold und sein Stab standen dieser Forderung zunächst ablehnend gegenüber da sie die Meinung vertraten, solche Einsätze würden zu viele B-29 binden, die für Präzisionsangriffe benötigt wurden. Nach wiederholten Anfragen der Navy entschied Arnold im November 1944, Seeminen abwerfen zu lassen, sobald er über genügend Flugzeuge verfüge. Im Januar 1945 wählte LeMay den 313th Bombardment Wing als auf Seeminenabwürfe spezialisierte Einheit der Twentieth Air Force aus. Die Navy unterstützte diese Einheit fortan bei Ausbildung und Logistik. Die entsprechende Operation erhielt von LeMay den Namen Starvation. Da die Vereinigten Staaten bis zu diesem Zeitpunkt während des Krieges nur vereinzelt Seeminen eingesetzt hatten, hatte die Modernisierung der japanischen Minenabwehr nur eine geringe Priorität eingenommen, wodurch die japanische Marine auf die groß angelegten Abwürfe der USAAF nur schlecht vorbereitet war.
Der erste Einsatz des 313th Bombardment Wing fand in der Nacht vom 27. auf den 28. März statt und zielte auf die Kammon-Straße, um diese für japanische Kriegsschiffe zu sperren, welche die amerikanischen Landungskräfte vor Okinawa angreifen sollten. Den April über führte der Wing keine Minenabwürfe um die Hauptinseln durch, da er zur Unterstützung der Schlacht um Okinawa und für Landangriffe eingesetzt wurde. Im Mai setzten die groß angelegten Angriffe wieder ein, die sich gegen Häfen und maritime Engpässe richteten. Die abgeworfenen Minen unterbanden einen großen Teil der japanischen Küstenschifffahrt.
Im Juni erhöhte LeMay die Zahl der Mineneinsätze und stellte die 505th Bombardment Group ebenfalls hierfür ab. Als Reaktion auf die Abwürfe verstärkten die Japaner ihre Minenabwehr um 349 Schiffe und 20.000 Mann Personal und stellten zusätzliche Luftabwehrgeschütze um die Kammon-Straße auf. Die gelegten Minenfelder konnten trotz der Verstärkungen nicht dauerhaft geräumt und nur wenige B-29 abgeschossen werden. Viele von Japans wichtigsten Häfen, darunter Tokio, Nagoya und Yokohama konnten dauerhaft nicht für den Schiffsverkehr genutzt werden. In den letzten Kriegswochen warfen die eingesetzten Bomber weiterhin viele Seeminen um die Hauptinseln ab und erweiterten ihren Einsatzradius auf die Gewässer um die koreanische Halbinsel. Bei der Kapitulation Japans hatte der 313th Bombardment Wing 16 seiner B-29 bei Einsätzen verloren. Die durch unter LeMays Kommando stehende Bomber abgeworfenen Minen versenkten 293 Schiffe, was 9,3 Prozent aller japanischen Handelsschiffsverluste während des Krieges und 60 Prozent der Verluste zwischen April und August 1945 entsprach. Nach dem Krieg kam das USSBS zu dem Urteil, dass die Twentieth Air Force ob der Effizienz einen größeren Fokus auf Angriffe gegen die japanische Schifffahrt hätte legen sollen.

## Luftangriffe durch trägergestützte Verbände

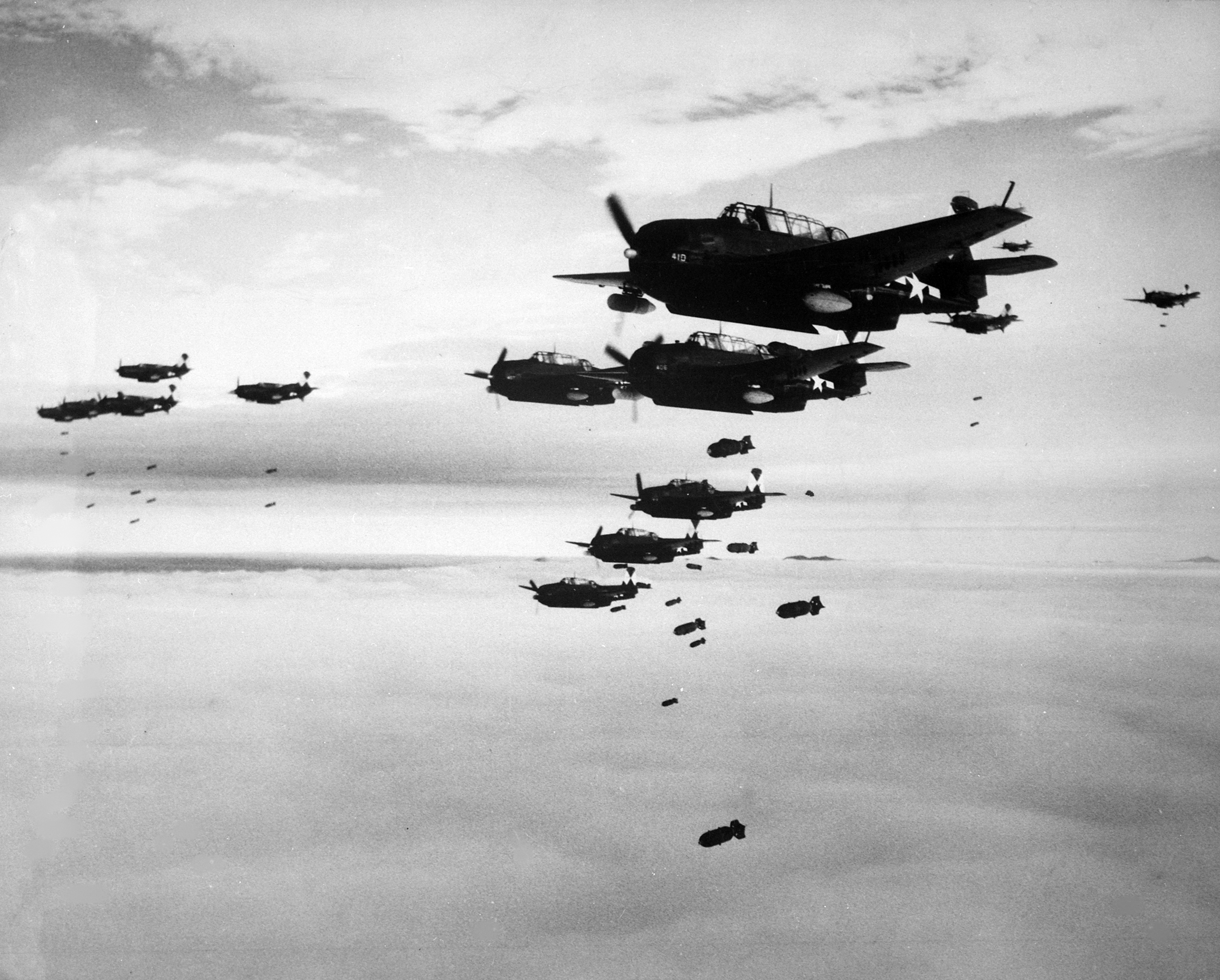
Trägergestützte Flugzeuge der United States Navy werfen Bomben über Hakodate ab, Juli 1945.

Karte der größten trägergestützten Luftangriffs- und Küstenbeschussoperationen auf Japan im Juli und August 1945.

Die US Navy führte Mitte Februar 1945 die ersten trägergestützten Luftangriffe auf die Hauptinseln durch. Ziel der durch die Task Force 58 (TF 58) durchgeführten Angriffe war es, japanische Flugzeuge zu zerstören, die die ab dem 19. Februar auf Iwo Jima landenden amerikanischen Kräfte angreifen könnten. Die TF 58, die stärkste offensive Formation der US Navy im Pazifik, bestand zu diesem Zeitpunkt aus 11 Flugzeugträgern, fünf leichten Trägern sowie starken Geleitkräften. Die TF 58 konnte unentdeckt in japanische Gewässer vordringen und am 16. und 17. Februar Flugfelder und Flugzeugwerke in der Region Tokio angreifen. Nach den Angriffen beanspruchten die amerikanischen Piloten 341 Abschüsse und 160 am Boden zerstörte Flugzeuge für sich. Die eigenen Verluste lagen bei 60 Abschüssen und 28 durch Unfälle verloren gegangenen Fliegern. Daneben griffen die Flugzeuge auch diverse Schiffe in der Bucht von Tokio an und versenkten einige hiervon. Die tatsächlichen japanischen Verluste durch die Angriffe sind unklar; das Kaiserliche Hauptquartier gab die eigenen Verluste mit 78 abgeschossenen Flugzeugen und keine Zahlen für die am Boden zerstörten an. Die TF 58 verließ die Gewässer um die Hauptinseln am 18. Februar in Richtung Iwo Jima ohne angegriffen worden zu sein. Schlechtes Wetter verhinderte einen zweiten Angriffsversuch gegen Tokio am 25. Februar. Am 1. März liefen ihre Schiffe in südliche Richtung und attackierten Stellungen auf Okinawa.
Die TF 58 führte ab Mitte März erneute Angriffe durch um Flugzeuge und Flugfelder in Reichweite Okinawas auszuschalten. Am 18. März griffen trägergestützte Verbände Flugfelder und andere militärische Einrichtungen auf Kyūshū und am folgenden Tag Kriegsschiffe in Kobe und Kure an, wobei sie das Schlachtschiff Yamato und den Träger Amagi beschädigen konnten. Die Japaner schlugen durch konventionelle und Kamikaze-Luftangriffe zurück und beschädigten am 18. März drei Träger leicht und am 19. den Träger Franklin schwer. Am 20. März marschierte die TF 58 wieder südwärts, schickte aber weiter Jagdverbände gegen Kyūshū. Die Amerikaner gaben die japanischen Verluste am 18. und 19. März mit 223 in der Luft und 250 am Boden zerstörten Flugzeugen an während die Japaner 161 von 191 gestarteten Maschinen als verloren meldeten. Nähere Angaben über am Boden zerstörte Maschinen vermerkten sie nicht. Ab dem 23. März griff die TF 58 Okinawa an, flog am 28. und 29. März allerdings erneute Angriffe gegen Kyūshū. Nach der alliierten Landung auf der Insel am 1. April übernahm die TF die Luftverteidigung über Okinawa und flog regelmäßige Patrouillen über Kyūshū. In einem Versuch die großangelegten Luftangriffe auf die alliierte Landungsflotte zu unterbinden griffen Teile von ihr am 12. und 13. Mai Kamikaze-Stützpunkte auf Kyūshū und Shikoku an. Am 27. Mai übernahm Admiral William F. Halsey das Kommando über die Fifth Fleet von Admiral Raymond A. Spruance. Die in Task Force 38 (TF 38) umbenannte TF 58 schützte weiter den Luftraum um Okinawa und griff am 2., 3. und 8. Juni wiederholt Flugfelder auf Kyūshū an. Am 10. Juni verließ sie die japanischen Gewässer zur Auffrischung bei Leyte in den Philippinen.
Ab dem 1. Juli marschierte die nun aus neun schweren und sechs leichten Trägern sowie ihren Eskorten bestehende Task Force wieder in Richtung der Hauptinseln. Am 10. Juli griffen ihre Flugzeuge Flugfelder im Raum Tokio an und zerstörten mehrere feindliche Flieger am Boden. Da sie ihre Luftkräfte für einen geplanten, großangelegten Kamikaze-Angriff auf die alliierte Flotte zurückhielten, starteten keine japanischen Flugzeuge zu Gegenangriffen oder um die amerikanischen Jäger abzufangen. Nach dem Angriff fuhr die TF 38 weiter in Richtung Norden und griff am 14. und 15. Juli das nördliche Honshu und Hōkkaido an. Ihre Fliegerverbände zerstörten neben vielen anderen Schiffen acht der zwölf zwischen den beiden Hauptinseln fahrenden Eisenbahnfähren. Ebenso 70 der 272 kleinen Kohlefrachter, welche die Fähren versorgten. 25 japanische Flugzeuge konnten am Boden zerstört werden, Abfangjäger wurden erneut nicht gestartet. Der Verlust der Eisenbahnfähren reduzierte die Kohlenlieferungen von Hōkkaido nach Honshu um 80 % was die Produktion in den dortigen Fabriken stark behinderte. Durch diese Auswirkungen wurde die Operation später als die effektivste einzelne strategische Luftoperation des Pazifikkriegs gewertet. Die Schlachtschiffe und Kreuzer der TF 38 begannen ebenfalls am 14. Juli eine Reihe von Küstenbombardements gegen Industrieanlagen, die sich bis kurz vor Kriegsende fortsetzten.
Nach den Attacken marschierte die TF 38 erneut Richtung Süden und wurde durch einen Großteil der als Task Force 37 (TF 37) bezeichneten und vier Träger umfassenden British Pacific Fleet verstärkt. Ein geplanter Angriff gegen Tokio am 17. Juli musste wegen schlechten Wetters abgebrochen werden, ein am nächsten Tag gegen Yokosuka geflogener Angriff konnte jedoch das Schlachtschiff Nagato beschädigen und vier weitere Kriegsschiffe versenken. Am 24., 25. und 28. Juli griff die alliierte Flotte Kure und die Seto-Inlandsee an und versenkte einen Flugzeugträger, drei Schlachtschiffe, zwei schwere und einen leichten Kreuzer sowie mehrere andere Kriegsschiffe. Der Angriff am 28. Juli wurde durch 79 von Okinawa gestartete Bomber der USAAF unterstützt. Mit 126 abgeschossenen Flugzeugen waren die alliierten Verluste bei diesen Angriffen vergleichsweise hoch. Am 29. und 30. Juli griffen die Trägerverbände Maizuru an und zerstörten in dessen Hafen drei kleine Kriegs- und zwölf Handelsschiffe. Im Anschluss hieran marschierte die alliierte Flotte nach Osten, um einem Taifun auszuweichen und Nachschub zu bunkern. Die nächsten Angriffe fanden am 9. und 10. August statt und richteten sich gegen eine Konzentration japanischer Flugzeuge in Nordhonshu. Die alliierten Geheimdienste hielten diese für die Vorbereitung eines Angriffs gegen die B-29-Stützpunkte auf den Marianen. Die Marineflieger meldeten am 9. August 251 zerstörte und 141 beschädigte Feindmaschinen. Am 13. August griff die TF 38 erneut die Region um Tokio an und meldete 254 am Boden und 18 in der Luft zerstörte Flugzeuge. Der letzte Angriff fand am Morgen des 15. August statt. 103 Flieger der ersten Angriffswelle attackierten ihre Ziele, doch die zweite Angriffswelle wurde abgebrochen, als bekannt wurde, dass die japanische Regierung der bedingungslosen Kapitulation zugestimmt hatte. Später am Tag versuchten mehrere japanische Flugzeuge, die TF 38 anzugreifen, konnten jedoch abgeschossen werden.

## Angriffe von Iwo Jima und Okinawa aus

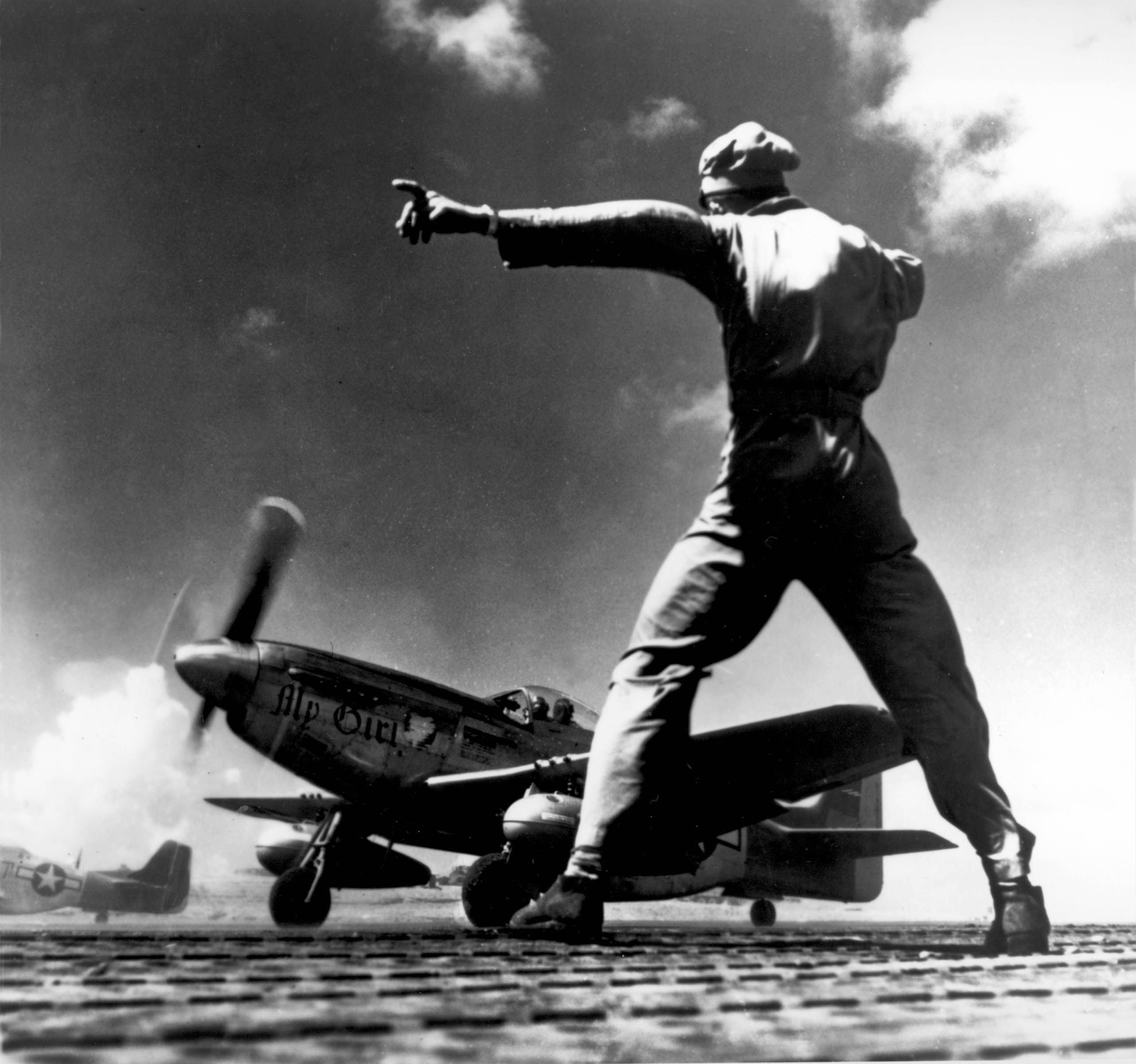
Eine P-51 beim Start von Iwo Jima, 1945.

Ab März 1945 stationierten die USAAF P-51-Jäger des VII Fighter Command auf Iwo Jima und nutzten diese hauptsächlich als Begleitjäger für ihre B-29-Verbände. Darüber hinaus führten sie eine Reihe eigenständiger Bodenangriffe gegen Ziele auf den Hauptinseln durch. Der erste solche Angriff fand am 16. April statt, als 57 P-51 das Kanoya-Flugfeld im Süden Kyūshūs angriffen. Bei weiteren solchen Einsätzen zwischen dem 26. April und dem 22. Juni zerstörten die P-51-Piloten nach eigenen Angaben 64 Feindmaschinen am Boden und beschädigten weitere 180. Zehn Maschinen sollten im Luftkampf abgeschossen worden sein. Diese Zahlen lagen unter den Erwartungen der Planer der Angriffe, weshalb sie als erfolglos gewertet wurden. Das VII Fighter Command verlor bei den Angriffsmissionen 11 Maschinen durch Feindeinwirkung und weitere sieben aus anderen Gründen.
Da die japanische Seite kaum noch Abfangjäger gegen die amerikanischen Verbände startete, führte das VII Fighter Command ab Juli nur noch Bodenangriffe durch. Diese richteten sich regelmäßig gegen Flugfelder um zur Abwehr der alliierten Invasion zurückgehaltene Flugzeuge zu zerstören. Die Flugfelder verfügten über Luftabwehrbatterien und Sperrballons. Bei Kriegsende hatte das VII Fighter Command 51 Bodenangriffe durchgeführt, von denen 41 als Erfolg galten. Die Piloten des Command beanspruchten für sich 1.062 zerstörte Flugzeuge und 254 Schiffe sowie eine große Zahl an Gebäuden und Schienenfahrzeugen. Die amerikanischen Verluste betrugen 157 Maschinen und 91 Tote.
Ab Mai griffen Flugzeuge der zur Far East Air Force (FEAF) zusammengefassten Fifth und Seventh Air Force Ziele auf Kyūshū und im westlichen Honshu an. Ihre Stützpunkte befanden sich auf den eroberten Ryūkyū-Inseln. Die Angriffe stellten eine Phase der Vorbereitung der alliierten Invasion dar. Ab dem 17. Mai flogen P-47 Thunderbolts regelmäßige Tag- und Nachtpatrouillen über Kyūshū, um dort den japanischen Luftverkehr zu unterbinden. Am 21. Juni erhielten diese Unterstützung durch ein weiteres Jagdgeschwader und am 1. Juli durch Bomber und noch ein Jagdgeschwader. Nach anfangs heftigen Abwehrversuchen kamen diese ab Anfang Juli immer mehr zum Erliegen, da das japanische Oberkommando seine Flieger für spätere Operationen zurückhielt. Zwischen dem 1. und 13. Juli flogen amerikanische Verbände 286 mittlere und schwere Bombenangriffe gegen Kyūshū, bei denen sie selber keine Verluste erlitten. Da die Jäger nur selten auf japanische Flugzeuge stießen, konzentrierten sie ihre Angriffe auf die Transportkapazitäten des Landes sowie lohnend erscheinende andere Ziele. Wenigstens zweimal kam es zu Tiefflugangriffen auf Gruppen von Zivilisten.
Die Angriffe auf Infrastruktur und Flugfelder im südlichen Japan setzten sich bis zur Einstellung der Kampfhandlungen fort. Bis zu diesem Zeitpunkt hatten die Bomber der Fifth Air Force 138 Einsätze gegen Flugplätze auf Kyūshū geflogen. Die Seventh Air Force flog weitere 784 Einsätze. Straßen- und Eisenbahnbrücken waren Angriffen sowohl durch Jäger als auch Bomber ausgesetzt und die Stadt Kagoshima war regelmäßig das Ziel von Bombardements. Am 31. Juli und 1. August griffen B-24 der Seventh Air Force die Eisenbahnanlagen im Hafen von Nagasaki an. Während diese Einsätze eher taktischen Charakter hatten, führten die auf Okinawa stationierten Verbände strategische Bombardements gegen Industrieanlagen durch, darunter ein erfolgloser auf ein Hydrierwerk bei Ōmuta am 7. August. Am 5., 10. und 11. August kam es zu Brandbombenangriffen durch Bomber der Fifth und Seventh Air Force. Die FEAF flog ihre letzten Einsätze am 12. August, am 14. August gestartete Verbände wurden zurückgerufen, nachdem die japanische Führung verkündet hatte, die Potsdamer Deklaration anzunehmen. Insgesamt flog die FEAF im Juli und August 6.435 Einsätze gegen Ziele auf Kyūshū und verlor dabei 43 Flugzeuge durch Feindeinwirkung.

## Reaktionen in Japan

### Luftverteidigung
Die japanische Luftverteidigung war nicht in der Lage, die alliierten Angriffe wirksam zu unterbinden. Durch die geringe Reichweite der landgestützten Radaranlagen und die Versenkung der Jagdleitschiffe der japanischen Marine betrug die Vorwarnzeit vor Angriffen nicht mehr als eine Stunde. Das Abhören des alliierten Funkverkehrs erlaubte das frühzeitige Erkennen von Angriffen, nicht jedoch den Zielort. Hierdurch hatten die Abfangjäger für Alarmstart und Heranflug an den Feind nur kurz Zeit und meist erreichten nur kleinere Einheiten die Bomberverbände. Dies wurde dadurch noch verstärkt, dass viele der Jäger Tempo und Höhe der B-29 nicht erreichen konnten. Ab August 1944 kam es vor, dass japanische Piloten die feindlichen Bomber rammten, um sie zum Absturz zu bringen. Ab Oktober wurden mehrere auf solche Einsätze spezialisierte Jagdverbände aufgestellt, deren Piloten sich dabei opfern sollten. Bis Kriegsende stürzten neun B-29 nach Rammangriffen ab und 13 erlitten Beschädigungen. 21 japanische Flugzeuge stürzten nach dem Rammen ab. Ab November 1944 führte die Luftverteidigung bei ihren Flak-Einheiten neue Kanonen mit einem Kaliber von 120 mm ein, da sich die bisher eingesetzten Geschütze der Kaliber 75 und 80 mm als zu schwach herausgestellt hatten.

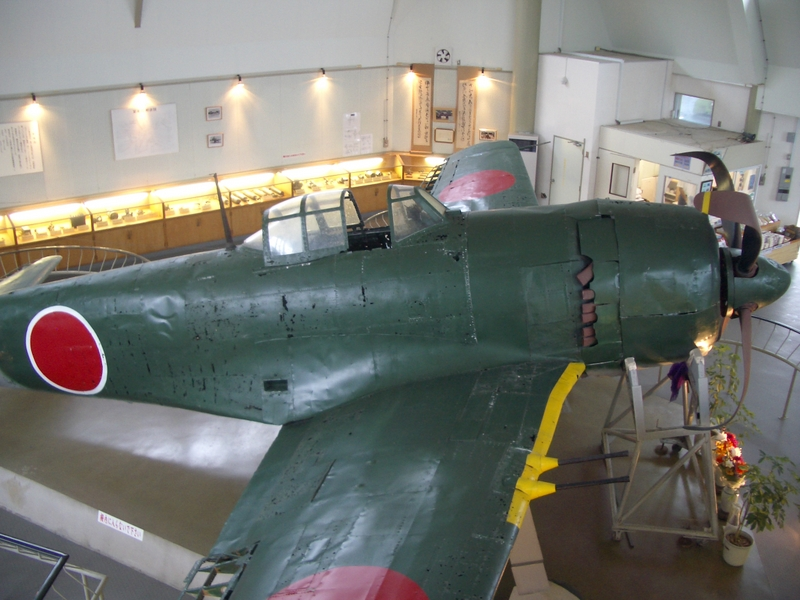
Ein geborgenes und restauriertes Kawanishi N1K-Jagdflugzeug, welches möglicherweise von einem der sechs am 24. Juli 1945 über dem Bungo-Kanal abgeschossenen Piloten der japanischen 343. Gruppe geflogen wurde.

Seinen Höhepunkt erreichten die Luftkämpfe Ende 1944 und Anfang 1945. Infolge des ersten B-29-Angriffs auf Tokio stellte die Marine eine Großzahl an Jagdflugzeugen zur Luftabwehr zur Verfügung und alle bisher verfügbaren 120 mm Flakgeschütze wurden zum Schutz der Hauptstadt positioniert. Zum Schutz von Industriezentren abgestellte Verbände fingen zwischen dem 24. November 1944 und dem 25. Februar 1945 regelmäßig anfliegende Bomber ab und konnten diesen Verluste zufügen. Bereits ab Ende 1944 ging die Zahl der eingesetzten Jäger spürbar zurück, da Verluste der Einheiten nicht ersetzt werden konnten. Die schlechte Koordination zwischen Heer und Marine behinderte die Abwehrbemühungen auch in dieser Phase noch. Bei den zwischen März und August 1945 durchgeführten Angriffen erlitten die Amerikaner nur wenige Verluste.
Die Abwehrbemühungen gingen ab April 1945 verstärkt zurück. Am 15. April wurden die hierfür abgestellten Einheiten und Heer und Marine in der neuen Lufthauptarmee unter dem Befehl von Kawabe Masakazu zusammengefasst. Bis zu diesem Zeitpunkt hatten die Jagdverbände bereits unter hohen Verlusten bei Kampfeinsätzen und Trainingsflügen gelitten. Der zunehmend schlechte Ausbildungsstand der verfügbaren Piloten und der Einsatz von Begleitjägern auf alliierter Seite führten dazu, dass die japanische Führung ihre Flieger von den Abfangeinsätzen abzog, um sie für die erwartete Invasion zurückzuhalten. Der fortschreitende Zusammenbruch der Rüstungsindustrie führte parallel zu Munitionsmangel bei den Flak-Batterien. Die Konzentrierung dieser Batterien um die Industriezentren führte dazu, dass es bei den Angriffen auf kleinere Städte fast keinen Widerstand gab. Ende Juni beschloss das Kaiserliche Hauptquartier, wieder Jäger gegen die Bomberverbände einzusetzen. Die Zahl der verfügbaren Jäger der Lufthauptarmee erreichte im Juni und Juli ihren Höchststand mit etwas über 500. In den letzten Kriegswochen kam es für die Besatzungen der B-29-Verbände zu so wenigen Feindberührungen, dass General LeMay behauptete, es sei sicherer einen Kampfeinsatz über Japan zu fliegen, als einen Ausbildungsflug mit einer B-29 in den Vereinigten Staaten zu absolvieren.
Insgesamt konnten die japanischen Luftstreitkräfte 74 B-29 im Luftkampf abschießen. 54 stürzten durch Flakfeuer und weitere 19 durch den gemeinsamen Einsatz von Flak und Jägern ab. Ihre eigenen Verluste betrugen 1.450 im Kampf und 2.750 anderweitig zerstörte Flugzeuge.

### Behandlung von Kriegsgefangenen
Die meisten der über Japan abgeschossenen Flugzeugbesatzungen, die den Absturz überlebten, waren nach ihrer Gefangennahme Misshandlungen ausgesetzt. Am 8. September 1944 beschloss das Kabinett Koiso, dass die rücksichtslosen Luftangriffe eine Form von Kriegsverbrechen seien. Hieraus folgte die Anklage und im Verurteilungsfall mögliche Hinrichtung gefangen genommener alliierter Flugzeugbesatzungen als Kriegsverbrecher. Die Regelmäßigkeit solcher Hinrichtungen unterschied sich in den unterschiedlichen Militärbezirken. Während im Distrikt Ost (Tōbu), der auch Tokio umfasste, keine Exekutionen durchgeführt wurden, kamen diese in Tōkai, Chūbu und West (Seibu, d. h. Chūgoku, Shikoku, Kyushu) gelegentlich nach kurzen Verfahren vor. Manchmal richteten Angehörige der Kempeitai ganze Gruppen von Gefangenen hin. Aufgebrachte Zivilisten erschlugen gelegentlich abgestürzte Alliierte, bevor das Militär anrücken und diese gefangen nehmen konnte. Beim Verhör von Gefangenen setzte die Kempeitai häufig auf brutale Methoden.
Von den etwa 545 alliierten Militärangehörigen, die über den japanischen Hauptinseln (ohne die Kurilen und die Ogasawara-Inseln) abstürzten und in Gefangenschaft gerieten, wurden 132 exekutiert und weitere 29 durch Zivilisten getötet. 94 starben aus anderen Gründen in japanischen Gefängnissen, darunter 52 in Tokio inhaftierte, als die Amerikaner die Stadt vom 25. auf den 26. Mai bombardierten. Sechs oder acht am 5. Mai abgeschossene Amerikaner wurden an insgesamt vier verschiedenen Tagen an der Universität Kyūshū durch Ishiyama Fukujirō und unterstützende Ärzte Vivisektionen unterzogen. Die zuständigen Militärbehörden waren über die Vorgänge informiert und hatten sich an deren Planung beteiligt. Viele der für den Tod von Gefangenen Verantwortlichen wurden nach dem Krieg in den Kriegsverbrecherprozessen von Yokohama angeklagt. Einigen der Verurteilungen folgten Hinrichtungen, die restlichen Verurteilten erhielten Haftstrafen.

## Atombombenabwürfe und letzte Attacken

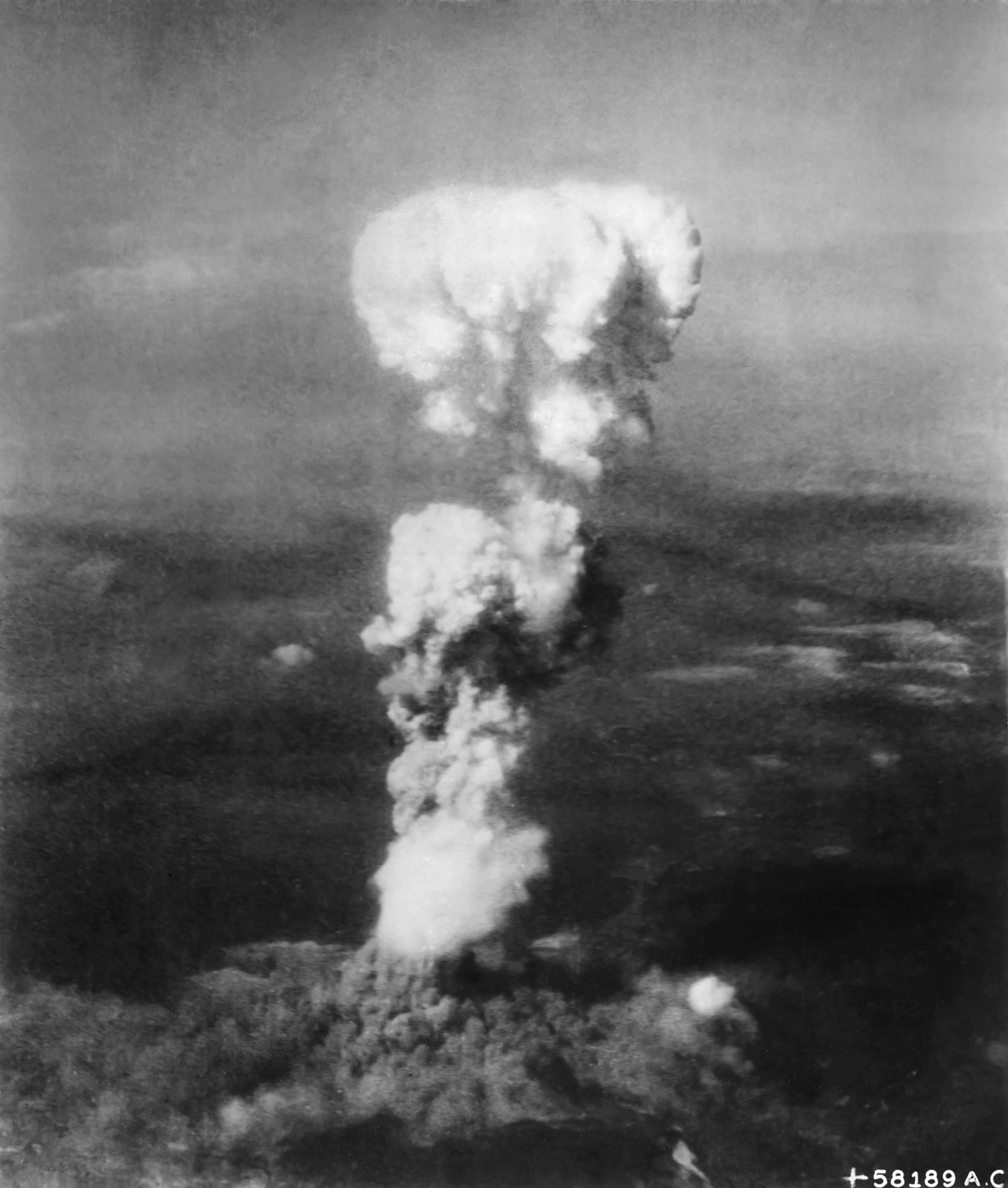
Der Detonationspilz kurz nach der Explosion der Atombombe über Hiroshima, 6. August 1945.

Ab 1942 begannen die Vereinigten Staaten, unterstützt von Großbritannien und anderen alliierten Nationen, im Manhattan Project die Entwicklung von Kernwaffen. Im Dezember 1944 stellten die USAAF die 509th Composite Group unter dem Befehl von Oberst Paul Tibbets auf, die nach der Herstellung einsatzbereiter Kernwaffen diese über den festgelegten Zielen abwerfen sollte. Im Mai und Juni 1945 verlegte die Group nach Tinian. Das Manhattan-Project führte am 16. Juli des Jahres zum erfolgreichen Trinity-Test. Vier Tage später begannen die speziell umgerüsteten B-29 der 509th Composite Group Übungseinsätze gegen japanische Städte, bei denen jeder Bomber eine über fünf Tonnen schwere Bombe vom Typ Pumpkin mitführte. Bei den Übungsflügen kam es zu keinen Begegnungen mit japanischen Jägern. Zwischenzeitlich genehmigte US-Präsident Harry S. Truman am 24. Juli den Einsatz von Kernwaffen gegen japanische Städte. Am Folgetag erhielt General Spaatz die entsprechenden Befehle, die den 3. August als Tag des ersten Abwurfs und Hiroshima, Kokura, Niigata sowie Nagasaki als mögliche Ziele vorsahen. Kyōto, Japans ehemalige Hauptstadt, war in einer früheren Fassung des Befehls unter den Zielen aufgeführt, auf Anordnung von Kriegsminister Henry L. Stimson aber durch Nagasaki ersetzt worden, der Kyōto einen hohen kulturellen Wert zusprach. Aus denselben Gründen war die Stadt von den Brandbombenangriffen ausgenommen worden. Am 26. Juli verkündeten die Vereinigten Staaten, Großbritannien und die Republik China die Potsdamer Deklaration, die Japans bedingungslose Kapitulation forderte, da die Alternative die sofortige und bedingungslose Vernichtung sei. Am 28. Juli wies die japanische Regierung alle Forderungen der Deklaration zurück.
Um 8:15 Uhr am 6. August warf die von Oberst Tibbets geflogene B-29 Enola Gay die Kernwaffe Little Boy über dem Zentrum von Hiroshima ab. Die folgende Explosion tötete mehrere zehntausend Menschen und zerstörte 12 km² Stadtgebiet. Der Bomber kehrte mit seiner sechsköpfigen Besatzung nach dem Angriff sicher zu den Marianen zurück. Nachkriegsschätzungen gehen davon aus, dass bei der Explosion 66.000 bis 80.000 Menschen unmittelbar umkamen und zwischen 69.000 und 151.000 Verletzungen erlitten. Mehrere zehntausend Menschen starben teils Jahre später an den erlittenen Verletzungen und der Strahlenkrankheit. Schätzungen vermuten, dass bis Ende 1945 insgesamt etwa 140.000 Menschen durch die Bombe ihr Leben verloren hatten. Schätzungen der gesamten hierdurch verursachten Todesfälle sprechen von bis zu 230.000 Toten. 171.000 der Überlebenden galten nach der Explosion als obdachlos.
Nach dem Angriff verkündete Präsident Truman in einer Rundfunkansprache, dass die Vereinigten Staaten eine Atombombe gegen Hiroshima eingesetzt hätten und die Luftangriffe gegen Industrieanlagen und Transportanlagen fortsetzen würden. Die Ansprache enthielt auch die Drohung, dass, wenn Japan die Potsdamer Deklaration nicht annehme, ein Regen der Zerstörung auf das Land niederginge, wie ihn die Welt noch nicht gesehen habe. Zwei Tage später durchgeführte Brandbombenangriffe bei Tag gegen Yawata und Fukuyama zerstörten 21 beziehungsweise 73 % der Städte. Der gegen Yawata fliegende Verband wurde von japanischen Jägern abgefangen und verlor eine B-29 und fünf P-47, die Japaner verloren schätzungsweise 12 Flieger.

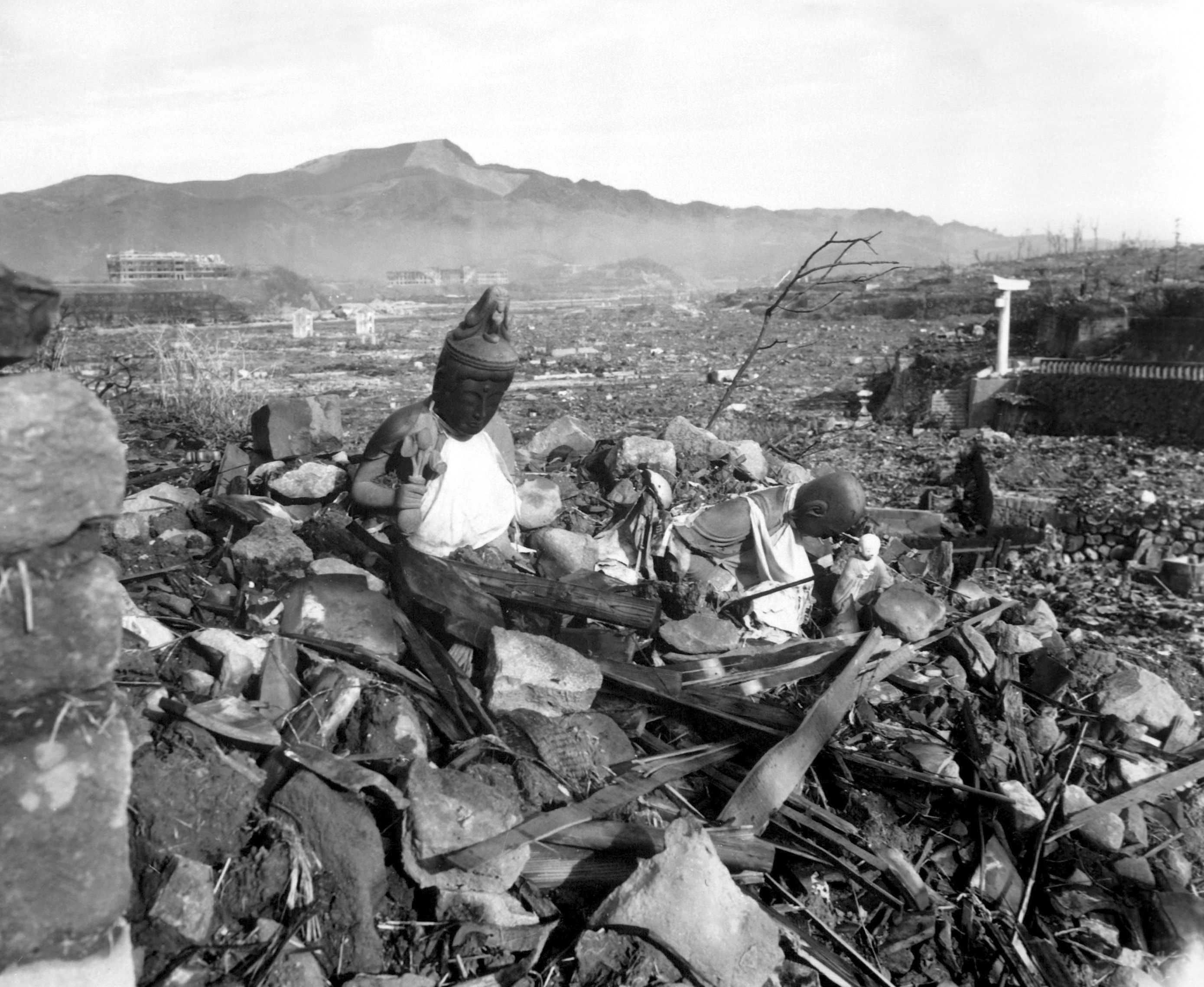
Aufnahme aus dem zerstörten Nagasaki, 24. September 1945.

Der zweite Atomwaffenabwurf fand am 9. August statt. Die B-29 mit dem Namen Bockscar startete, um Fat Man, eine Plutonium-Bombe (die auf Hiroshima abgeworfene Bombe nutzte U235), auf Kokura abzuwerfen. Da die Stadt großflächig von Dunst und Rauch verhüllt war, beschloss der Pilot Charles Sweeney, das Sekundärziel Nagasaki anzufliegen. Um 10:58 Uhr warf die Besatzung Fat Man über der Stadt ab. Die Explosion mit einer Sprengkraft von 20 Kilotonnen TNT-Äquivalent zerstörte 3,8 km² Stadtgebiet im Bezirk Urakami. In den späten 1990er Jahren veröffentlichte japanische Statistiken gehen davon aus, dass als Folge der Explosion mehr als 100.000 Menschen ums Leben kamen. Der Angriff traf auch die in der Stadt liegenden Industrieanlagen schwer. Die Stahlproduktion fiel für ein Jahr aus, die Stromversorgung hatte zwei Monate lang mit schweren Engpässen zu kämpfen und die Rüstungsindustrie erlitt ebenfalls starke Einschnitte. Da sie beim Anflug auf das Ausweichziel zu viel Treibstoff verbraucht hatte, landete die Bockscar statt auf Tinian auf dem weit näheren Okinawa. Ebenfalls am 9. August begann die sowjetische Invasion der Mandschurei, bei der die Rote Armee binnen kurzer Zeit enorme Geländegewinne verbuchte. B-29 warfen darüber hinaus 3 Millionen Flugblätter über japanischen Städten ab, in denen angekündigt wurde, die Alliierten würden so lange Atombomben einsetzen, um die militärischen Ressourcen des Landes zu zerstören, bis der Tennō den Krieg beende. Zu diesem Zeitpunkt ging man auf amerikanischer Seite davon aus, dass eine dritte Bombe Ende August einsatzbereit sei. Bis Ende November erwartete man acht Bomben fertiggestellt zu haben und Chief of Staff of the Army George C. Marshall warb dafür, diese in Reserve zu halten, um sie bei der geplanten alliierten Invasion gegen taktische Ziele einsetzen zu können.
Als Reaktion auf die Atombombenabwürfe und den sowjetischen Kriegseintritt begann die japanische Regierung am 10. August mit den Alliierten Verhandlungen über die Kapitulationsbedingungen. Während dieser Zeit wurde die Zahl der Bombenangriffe reduziert und nur ein Angriff auf Ölanlagen vom 9. auf den 10. August sowie einer auf eine Fabrik in Tokio am 10. durch den 315th Bombardment Wing durchgeführt. Am nächsten Tag ordnete Präsident Truman an, die Angriffe auszusetzen, da diese sonst als Zeichen interpretiert werden könnten, dass die Alliierten die Verhandlungen als gescheitert betrachteten. Am selben Tag verkündete General Spaatz eine neue Zieldirektive, die für den Fall der Wiederaufnahme der Angriffe die Zielpriorität von Städten auf die Transportinfrastruktur verschob. Am 13. August warfen B-29-Flugzeuge über verschiedenen Städten des Landes Kopien der Kapitulationsbedingungen ab, die man der japanischen Regierung vorgelegt hatte. Als die Verhandlungen zu stocken schienen, erhielt General Spaatz den Befehl, die Bombardements fortzusetzen. General Arnold wünschte in diesem den größtmöglichen Angriff und drückte seine Hoffnung aus, dass die USASTAF in der Lage sei, 1.000 Flugzeuge gegen den Großraum Tokio und andere Orte im Land zu schicken. Insgesamt flogen an diesem Tag 828 B-29 und 186 Begleitjäger, insgesamt 1.044 Flugzeuge, Tageslichtangriffe gegen Iwakuni, Ōsaka und Tokoyama und nächtliche Brandbombenangriffe gegen Isesaki und Kumagaya. General Doolittle entschied sich, keine Flieger seiner auf Okinawa stationierten Eighth Air Force zur Unterstützung dieser Angriffe zu schicken, obwohl die Eighth Air Force noch keinen einzigen Einsatz gegen die Hauptinseln geflogen hatte. Er begründete dies damit, dass er die Leben seiner Besatzungen nicht riskieren wolle, wo der Krieg praktisch vorbei sei. Dies waren die letzten durch schwere Bomber gegen Japan geflogenen Luftangriffe des Krieges und am Nachmittag des 15. August verkündete Tennō Hirohito in einer Radioansprache die Absicht Japans zu kapitulieren und verkündete die Einstellung der Kampfhandlungen.

## Nach Einstellung der Kampfhandlungen und Kriegsende

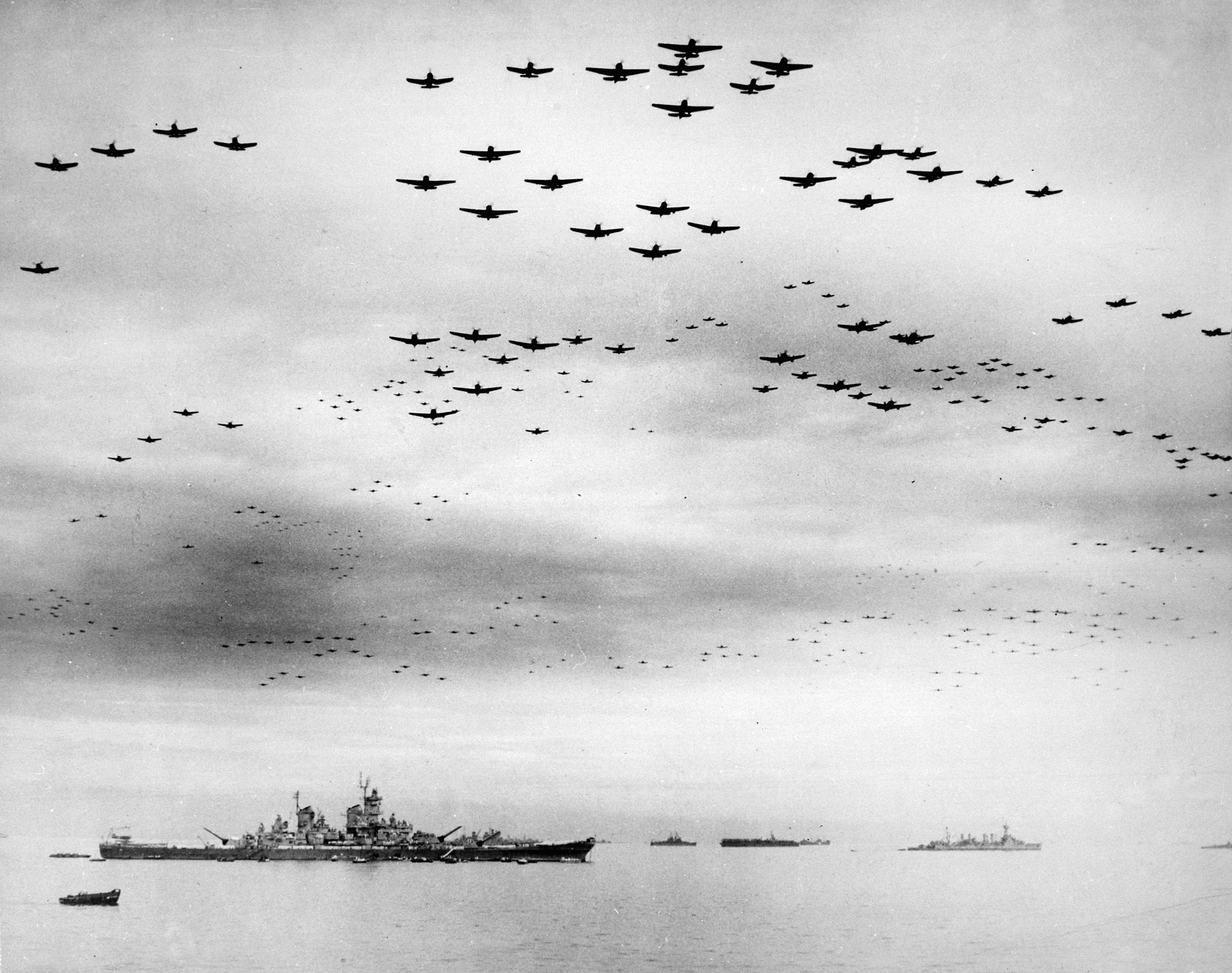
Trägerflugzeuge überfliegen nach der Unterzeichnung der Kapitulation Japans in Paradeformation die alliierte Flotte in der Bucht von Tokio, 2. September 1945.

In den Wochen nach der Annahme der Potsdamer Deklaration am 15. August wurden in begrenztem Rahmen weitere Einsätze geflogen, bei denen es zu gelegentlichen Zwischenfällen kam. Am 17. und 18. August griffen Jäger der japanischen Marine nahe Tokio Consolidated B-32 an, die von Okinawa aus Aufklärungsflüge über Japan durchführten. Am 17. August erhielt die Twentieth Air Force den Auftrag, japanische Kriegsgefangenenlager in Japan, Korea und China aus der Luft zu versorgen, bis die Gefangenen evakuiert werden könnten. Die Abwürfe begannen zehn Tage später und bis zum 20. September warfen die B-29 in fast 1.000 Einsätzen etwas unter 4.500 Tonnen an Hilfsgütern ab. Acht Bomber stürzten bei den Einsätzen ab und einer erlitt über Korea Schäden, als er von einem sowjetischen Jagdflugzeug angegriffen wurde. General Spaatz ordnete an, dass Bomber und Jagdflugzeuge als Machtbeweis vom 19. August bis zur formellen Kapitulation Japans den Großraum Tokio wiederholt überfliegen sollten. Schlechtes Wetter und Logistikprobleme sorgten dafür, dass der erste solche Stärkebeweis erst am 30. August durchgeführt werden konnte, als die Patrouillenflüge parallel zur Landung von Douglas MacArthur und der 11. US-Luftlandedivision auf dem Flugfeld von Atsugi stattfanden. Am Folgetag fand eine ähnliche Patrouille statt und am 2. September überflogen 462 B-29 und viele trägergestützte Flugzeuge nach der offiziellen Unterzeichnung der Kapitulation die alliierte Flotte in der Bucht von Tokio.
Die alliierten Luftstreitkräfte beteiligten sich aktiv an der Besetzung Japans. Vorauskräfte der FEAF trafen gemeinsam mit General MacArthur auf dem Flugfeld von Atsugi ein und die Fifth Air Force errichtete im September und Oktober an verschiedenen Orten der Hauptinseln Stützpunkte. Neben dem Transport von Besatzungstruppen übernahm die Fifth Air Force bewaffnete Aufklärungsflüge über Japan und Korea, die auch der Erstellung von Luftbildern und Karten dienten. Einheiten der Royal Australian Air Force, der British Royal Air Force, der Indian Air Force, der Royal New Zealand Air Force, der US Navy und des Marine Corps richteten ebenfalls zu Besatzungszwecken Stützpunkte auf den Hauptinseln ein. Es gab von japanischer Seite keinen bewaffneten Widerstand gegen die Besetzung und ab Ende 1945 begann die Reduzierung der stationierten Luftverbände.
Nach dem Krieg begann der Wiederaufbau von Japans ausgebombten Städten. Kriegsschäden und die Rückführung von Soldaten und Zivilisten aus ehemals japanisch besetzten Gebieten führten dazu, dass etwa 4,2 Millionen Wohnungen fehlten. Verbreiteter Nahrungsmangel erschwerte die Situation insbesondere der Zivilbevölkerung zusätzlich. Im September 1945 bot die japanische Regierung die Bereitstellung von Material für 300.000 kleine Übergangsbehausungen an, den Schwerpunkt ihrer Politik setzte sie allerdings in diesem und im folgenden Jahr 1946 darauf, die Menschen von der Rückkehr in die zerstörten Städte abzuhalten. Im Jahr 1946 begann der Wiederaufbau von 115 japanischen Städten nach durch die japanische Regierung festgelegten Richtlinien. Die Besatzungsbehörden beteiligten sich nicht am Wiederaufbau, duldeten ihn jedoch, obwohl sie ihn als für ein besetztes Land unangebracht bezeichneten. Die Zwangsenteignung von Land von Gebäuden für die Besatzungskräfte sowie die Anordnung, dass die japanische Regierung der Errichtung von Unterkünften für diese Vorrang gewähren sollte, behinderten den Wiederaufbau. In vielen Städten ging der Aufbau mit Landreformen einher, um so fortschrittlichere Planstädte errichten zu können. Der Erfolg solcher Reformen und Pläne war regional unterschiedlich. Die Bausubstanz und Konstruktion der neu errichteten Gebäude waren von minderwertiger Qualität, wodurch in vielen Städten bereits nach kurzer Zeit groß angelegte Stadterneuerungsprojekte nötig wurden.

## Bewertungen

### Resultat
Die Luftangriffe auf Japan führten zu hunderttausenden von Toten unter der japanischen Zivilbevölkerung, die Schätzungen zu den genauen Zahlen weichen dabei aber deutlich voneinander ab. Die strategischen Einsätze der Twentieth Air Force führten zu den meisten Opfern und Schäden. Die meistverwendeten Statistiken sind die des USSBS-Berichts The Effects of Bombing on Health and Medical Services in Japan, der von 333.000 Toten und 473.000 Verletzten ausgeht. Ein anderer USSBS-Bericht, The Effects of Strategic Bombing on Japanese Morale, geht von sehr viel höheren Zahlen aus. Eine japanische Expertengruppe kam dabei im Auftrag des USSBS mittels statistischer Methoden auf 900.000 Tote und 1,3 Millionen Verletzte. Während auch diese Zahlen häufig zitiert werden, wertete das USSBS die verwendeten Methoden als mangelhaft, zumal das japanische Expertenteam nicht in der Lage war, die Standardabweichung ihrer Schätzungen zu ermitteln. Ein Untersuchungsausschuss der japanischen Regierung präsentierte 1949 eigene Zahlen, laut denen 323.495 Menschen auf den Hauptinseln bei den Luftangriffen gestorben sind. Da die Luftangriffe auch viele Regierungsunterlagen vernichtet haben, gilt die Zahl der Regierung trotz ihrer scheinbaren Genauigkeit als unsichere Schätzung. Die Twentieth Air Force verlor bei ihren Einsätzen 414 B-29. Über 2.600 Mann der Flugbesatzungen kamen ums Leben, in Kriegsgefangenschaft verstorbene mit einbezogen. Weitere 433 erlitten Verwundungen.
Die folgende Tabelle gibt eine Reihe von Beispielen der unterschiedlichen Schätzungen wieder:
| Herkunft                                 | Schätzung der Opfer alliierter Luftangriffe                                                     |
| ---------------------------------------- | ----------------------------------------------------------------------------------------------- |
| USSBS, Medical Division (1947)           | The Effects of Bombing on Health and Medical Services in Japan: 333.000 Tote, 473.000 Verletzte |
| USSBS, Morale Division (1947)            | The Effects of Strategic Bombing on Japanese Morale: 900.000 Tote, 1,3 Millionen Verletzte      |
| Japanische Regierung (1949)              | 323.495 Tote                                                                                    |
| Craven und Cate (1953)                   | Etwa 330.000 Tote, 476.000 Verletzte                                                            |
| Dower (1986)                             | Schätzungsweise 393.367 Tote                                                                    |
| Bulletin of the Atomic Scientists (1995) | Schätzungsweise 500.000 Tote                                                                    |
| Frank (1999)                             | Etwa 410.000 Tote                                                                               |
| Hoyt (2000)                              | 300.000 tote Zivilisten und 500.000 Verletzte                                                   |
| Takai und Sakaida (2001)                 | 241.309 Tote, 213.041 Verletzte                                                                 |
| Tillman (2010)                           | Mindestens 330.000 Tote                                                                         |

Ein Großteil von Japans industrieller Kapazität wurde durch die Luftangriffe zerstört. Über 600 große Industrieanlagen wurden zerstört oder schwer beschädigt, was zu einem starken Rückgang der Industrieproduktion führte. Häufige Luftalarme und die damit verbundene Abwesenheit der Arbeiter von ihren Arbeitsplätzen verringerten die Produktionsquoten weiter. Es ist nicht genau zu ermitteln, inwieweit die Luftangriffe die Produktion lähmten, da die alliierte Seeblockade ebenfalls Anteil am sich ab Ende 1944 abzeichnenden Zusammenbruch der japanischen Wirtschaft hatte. Statistiken des USSBS zeigen einen Zusammenhang zwischen der Anzahl der B-29 Einsätze gegen ein Ziel und der Abnahme von dessen Produktivität, die aber nicht nur durch die Luftangriffe beeinflusst wurde. Trägergestützte Flugzeuge verschärften die Seeblockade, indem sie die Küstenschifffahrt angriffen. Die Lage der japanischen Bevölkerung verschlimmerte sich dadurch, dass es 1945 in den meisten Reisanbaugebieten Missernten gab, was zu weit verbreiteter Unterernährung führte. Eine Fortführung des Krieges hätte laut E. Bartlett Kerr wahrscheinlich zu einer Massenhungersnot geführt. Bezogen auf den Kapitalwert vernichteten die Luftangriffe an Land und auf die Handelsschifffahrt etwa ein Viertel bis zu einem Drittel des materiellen Werts der japanischen Volkswirtschaft.
Die Attacken führten zur großflächigen Zerstörung des städtischen Wohnraums. Schätzungsweise 40 % des Stadtgebietes von 66 angegriffenen Städten wurden verwüstet. Hierbei wurden etwa 2,5 Millionen Wohnungen zerstört, was 8,5 Millionen Menschen obdachlos machte. Die Angriffe auf städtische Gebiete stellten laut einer Nachkriegsbefragung durch das USSBS den stärksten Faktor dar, der die Bevölkerung davon überzeugte, dass der Krieg verloren sei. In den letzten Kriegsmonaten führten die Angriffe zu einer zunehmenden Degenerierung des sozialen Gemeinschaftslebens.
Die Luftangriffe beeinflussten die japanische Regierung signifikant in ihrer Entscheidung zu kapitulieren. Während das USSBS in seinen Untersuchungen keinen einzelnen Faktor als für die Kapitulation entscheidend herausstellt, gaben die meisten japanischen Führer in Verhören an, dass die sich stetig ausweitenden Luftangriffe den wichtigsten Grund dargestellt hätten. Besonders Premierminister Suzuki Kantarō berichtete, dass die Kombination aus konventionellen Bombenangriffen, der Potsdamer Deklaration und den Atombombenabwürfen der japanischen Regierung keine andere Möglichkeit als die Kapitulation gelassen hätte. Tennō Hirohito gab die Schäden der Angriffe sowie die schlechten Vorbereitungen zur Abwehr des sowjetischen Angriffs als die Gründe an, die ihn dazu bewegt hätten der Kapitulation zuzustimmen. Insgesamt warfen die alliierten Bomber 160.800 Tonnen Bomben auf die Hauptinseln. Von diesen wurden 147.000 Tonnen von B-29 abgeworfen. Etwa 90 % fielen in den letzten fünf Monaten des Krieges.

### Ethische Fragwürdigkeit
Seit dem Zweiten Weltkrieg gab es eine Vielzahl von Debatten über die ethische Richtigkeit der strategischen Bombenoperationen gegen Japan. Während des Krieges befürwortete der größte Teil der amerikanischen Öffentlichkeit die Bombardements gegen das Deutsche Reich und Japan, und die wenigen Personen, die diese kritisierten, wurden als realitätsfern oder Verräter gesehen. Einige Personen in Regierung und Militär der Vereinigten Staaten sahen die strategischen Bombardements als moralisch fragwürdig. Unter ihnen war der Brigadegeneral Bonner Fellers, der die Angriffe gegenüber einem Untergebenen als die skrupelloseste und barbarischste Ermordung von Nichtkombattanten in der Kriegsgeschichte bezeichnete. Laut dem Historiker John Dower teilten weitere hohe Offiziere Fellers Meinung, taten sie aber nicht öffentlich kund. Fellers Kritik blieb wirkungslos, da er einen Posten im persönlichen Stab Douglas MacArthurs bekleidete, und die Luftangriffe nicht in dessen Befehlsbereich fielen.

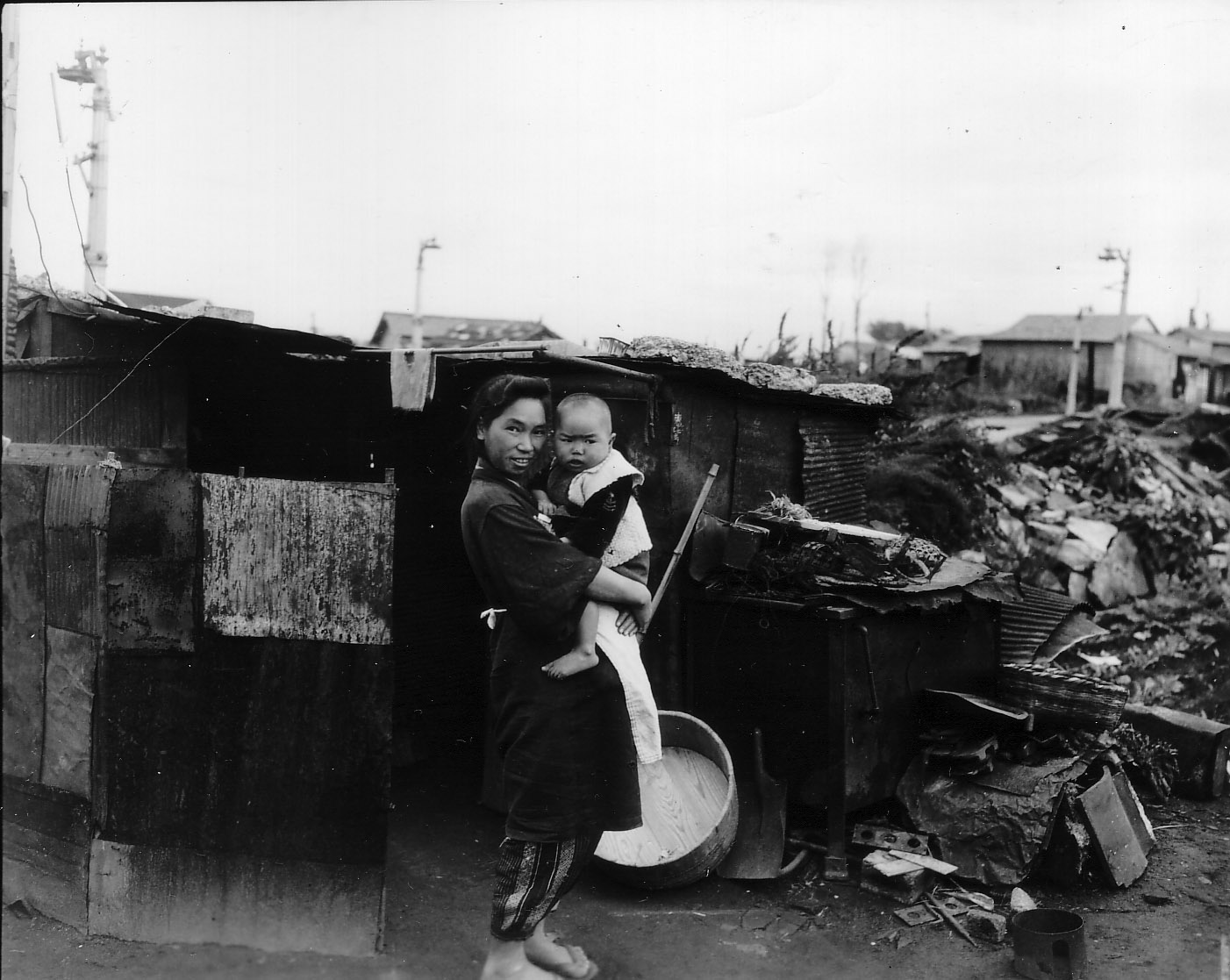
Eine Frau und ihr Kind vor ihrem ausgebombten Haus in Ebisu, Tokio, 1945 oder später.

Die ethisch-moralischen Bedenken richten sich hauptsächlich auf die hohe Zahl ziviler Opfer und das zerstörte Eigentum. Aus diesen Gründen kam der britische Philosoph A. C. Grayling zu dem Schluss, die alliierten Flächenbombardements gegen das Deutsche Reich und Japan seien moralische Verbrechen gewesen. Mark Selden beschrieb den Höhepunkt der Luftangriffe im Sommer 1945 dahingehend, dass es eine vielleicht weiterhin unerreichte Spitze des Abschlachtens von Menschen sei, und gibt die Gründe, die dazu führten, an als eine Kombination technischer Durchbrüche, amerikanischen Nationalismus und des Niedergangs moralischer und politischer Skrupel gegen das Töten von Zivilisten, möglicherweise verstärkt durch den auf dem pazifischen Kriegsschauplatz hervortretenden Rassismus. Edwin P. Hoyt schrieb 1987, dass die japanische Bevölkerung im Allgemeinen die alliierten Luftangriffe als die schlimmste Grausamkeit des Krieges betrachtet. Es ist ebenso vermutet worden, dass die durch Propaganda verstärkte antijapanische Stimmung die Befehlshaber der USAAF dazu bewog, auf großflächige Brandbombardements zu setzen, während gegen das Deutsche Reich hauptsächlich Präzisionsbombardements durchgeführt wurden. Der Historiker Richard B. Frank führt diese veränderte Taktik auf eine veränderte Sichtweise, inwiefern Bombardements den Kriegsverlauf beeinflussen können, zurück. Das geringe Wissen um die Struktur der japanischen Wirtschaft und die größere Anfälligkeit japanischer Städte gegen Brandbomben wären laut Frank starke Faktoren gewesen.
Als Gegenargument zur ethischen Fragwürdigkeit der Luftangriffe wird häufig aufgeführt, dass sie den Krieg verkürzten und so Leben retteten. Das USSBS kam zu dem Schluss, dass die Auswirkungen der strategischen Bombardierungen und der Seeblockade Japan bis Ende 1945 zur Kapitulation gezwungen hätten, auch wenn die Sowjetunion nicht in den Krieg eingetreten und es nicht zum Einsatz von Atombomben gekommen wäre. Der Historiker E. Bartlett Kerr befürwortet diese These und stützt sich dabei darauf, dass die Brandbombenangriffe auf Japans wichtigste Städte der Schlüsselfaktor für Hirohito gewesen seien, den Krieg zu beenden. Für den amerikanischen Autor Barrett Tillman waren die Angriffe unvermeidbar, da die schlechte Zielfähigkeit der B-29 und die über Japan vorherrschenden Höhenwinde Angriffe auf einzelne Ziele ohne weite Streuung der abgeworfenen Bomben nicht erlaubt hätten.
Der Einsatz von Atomwaffen hat zu einer ganzen Reihe langjähriger Debatten geführt. Kurz nach ihrem Einsatz ergab eine Umfrage, dass 85 Prozent der amerikanischen Bevölkerung den Einsatz von Kernwaffen befürwortete, und es war in der Kriegsgeneration eine weitverbreitete Annahme, dass ihr Einsatz Millionen von Leben gerettet hat. Im Verlauf der Jahre nahm die Kritik an den Abwürfen konsequent zu. Argumente, die gegen diese gesprochen hätten, sind, dass Japan sowieso kapituliert hätte und die Bomben nur als Einschüchterung gegen die Sowjetunion oder um die Existenz und die hohen Kosten des Manhattan Project zu rechtfertigen, eingesetzt worden seien. Laut einer 1994 durchgeführten Umfrage unterstützten noch 55 % der Amerikaner den Einsatz der Bomben gegen Hiroshima und Nagasaki. Bei den ab 1947 stattfindenden Tokioter Prozessen verurteilte der indische Richter Radhabinod Pal als einziger die Atombombenabwürfe. Er begründete seine Kritik unter anderem dadurch, dass die japanische Führung nicht gemeinschaftlich und direkt Kriegsgräuel angeordnet habe, der Befehl zum Abwurf der Bomben aber das beste Beispiel einer direkten Anweisung zu „rücksichtslosem Morden“ während des Pazifikkriegs darstelle. Seit damals haben viele japanische Wissenschaftler wie Yuki Tanaka und Tsuyoshi Hasegawa den Einsatz von Atomwaffen als unmoralisch und Kriegsverbrechen gewertet. Im Gegensatz hierzu haben Präsident Truman und spätere Historiker wie beispielsweise Paul Fussell damit argumentiert, dass die Angriffe gerechtfertigt gewesen seien, da sie die Japaner zur Kapitulation gebracht hätten.
Die japanische Regierung wurde bisher zweimal auf Schadensersatz von Japanern auf Basis von Bombenschäden verklagt. Als Begründung wurde herangezogen, dass die Regierung schuldig ist, einen „rücksichtslosen Krieg“ geführt zu haben, der die Luftangriffe auslöste und später der Zivilbevölkerung befahl, in den von Bombenangriffen betroffenen Gebieten zu verweilen. Im Dezember 2009 wies das Bezirksgericht Tokio eine der Klagen mit der Begründung ab, dass es nicht möglich sei einzelne Betroffene zu identifizieren, denen Entschädigungszahlungen zustünden, da beinahe die gesamte japanische Bevölkerung unter dem Krieg gelitten habe. Weiterhin bemerkte das Gericht, dass die Festlegung von Entschädigungszahlungen durch die Legislative und nicht die Judikative erfolgen solle. Im Dezember 2011 kam das Bezirksgericht Ōsaka zu demselben Schluss und folgerte, dass die Regierung durch ihre Behandlung von Bombenopfern nicht gegen die Verfassung verstoße. Das Urteil legte fest, dass es keine „ungerechtfertigte Ungleichheit“ in der Fürsorge von Zivilisten, Soldaten und Überlebenden der Atombombenabwürfe gegeben habe und dass die Regierung kein Unrecht begangen habe, als sie keine Entschädigungsleistungen beschlossen habe.